# 태양계

태양계의 행성과 왜행성. 크기는 실제와 흡사하나 거리는 상당히 왜곡되었다.

태양계(太陽系, 영어: Solar System)는 태양과 그 주위를 공전하는 천체들로 구성된 행성계이다. 태양을 중심으로 공전하는 행성은 소행성대를 기준으로 안쪽에 있는 네 개의 고체 행성인 수성, 금성, 지구, 화성, 즉 지구형 행성과, 바깥쪽에 있는 네 개의 유체 행성인 목성, 토성, 천왕성, 해왕성, 즉 목성형 행성으로 알려져 있다.
행성 외에도 태양계의 구성 천체로는 소천체로 이루어진 띠도 있다. 화성과 목성 사이에 있는 원반 모양의 소행성대의 천체 무리는 대부분 지구형 행성과 비슷한 성분을 지니고 있다. 카이퍼 대와 그 소집단 산란 분포대는 해왕성 궤도 너머에 있으며, 이곳의 천체는 대부분 물, 암모니아, 메탄 등이 얼어 있는 형태로 구성되어 있다. 소행성 대와 카이퍼대, 산란 분포대의 천체 세레스, 명왕성, 하우메아, 마케마케, 에리스(세드나, 공공, 콰오아, 오르쿠스)는 행성만한 힘은 별로 없지만 자체 중력으로 구형을 유지할 만큼 크다고 인정되어 왜행성이라고 불린다. 장주기 혜성의 고향으로 알려져 있는 오르트 구름은 지금까지의 구역의 대략 천 배의 거리에 걸쳐 있다.
태양계 내에서 혜성, 센타우루스족, 우주 먼지 같은 소천체는 이런 구역을 자유롭게 떠다닌다. 또한 태양으로부터 나오는 플라스마 흐름인 태양풍은 태양권 내에서 항성풍 거품을 만들어 낸다.
지구, 화성, 목성, 토성, 천왕성, 해왕성 등 행성 6개와 명왕성, 에리스, 하우메아, 마케마케 등 왜행성 4개는 위성을 가지고 있으며, 목성형 행성은 자체적인 고리를 가지고 있다. 목성·토성은 가스 행성이고, 천왕성·해왕성은 얼음 행성이다.

## 태양계의 발견과 탐험
몇몇 주목할 만한 예외는 있으나, 오랜 시간 동안 인류는 태양계의 존재를 인식하지 못하였다. 그들은 지구가 우주의 중심에 있고 움직이지 않으며, 하늘에서 움직이는 다른 천체와는 절대적으로 다른 존재라고 믿었다. 인도의 수학자이자 천문학자인 아리아바타와 고대 그리스의 철학자 사모스의 아리스타르코스가 태양 중심의 우주론을 추측하기도 했지만, 태양중심설을 최초로 수학적으로 예측한 사람은 니콜라우스 코페르니쿠스다. 17세기에는 그 계승자 요하네스 케플러, 갈릴레오 갈릴레이, 아이작 뉴턴이 물리학에 대한 이해로 지구가 태양 주위를 움직이고, 행성은 지구를 제어하는 힘과 같은 힘으로 제어된다는 생각을 수용하였다. 좀 더 최근에는, 망원경 기술이 발달하고 무인 우주선을 사용할 수 있게 됨으로써, 다른 행성의 산맥이나 크레이터 등과 같은 지질학적 현상과 구름, 모래폭풍, 만년설 같은 기상학적 현상을 조사할 수 있게 되었다.

## 태양계의 구성

태양계 행성의 질량 비교 그래프. 노란색이 태양(99.86%), 주황색이 목성, 회색이 토성이다. 토성보다 작은 천체는 이 그래프에 보이지 않는다.
태양을 제외한 태양계 전체의 질량을 비교한 것. 목성(주황색)이 71%, 토성(회색)이 21%를 차지하고 있다. 0.1% 이하를 차지하는 수성은 이 그래프에 표시되지 않았다.

태양계의 크기를 보여주는 여러 그림(시계 방향). 목성 궤도(주황색)를 포함한 지구형 행성 4개 궤도(왼쪽 위), 4개 가스 행성과 명왕성 궤도(보라색) 및 세드나(우상단)(오른쪽 위), 세드나의 궤도(오른쪽 아래), 안쪽 오르트 구름의 범위(왼쪽 아래).

태양계의 중요 구성 요소인 G형 주계열성 태양은 현재까지 알려진 태양계 전체 질량의 99.86%를 차지하며, 중력으로 태양계의 천체를 지배한다. 태양 주위 궤도를 선회하는 두 개의 거대 가스 행성과 두 개의 거대 얼음 행성은 태양을 제외한 태양계 질량의 99퍼센트를 차지하며, 그 중 90퍼센트를 목성과 토성이 차지한다. 항성인 태양, 태양을 공전하는 행성, 그 행성을 공전하는 위성, 그리고 왜소행성(dwarf planet)과 소행성, 혜성, 카이퍼대(Kuiper belt) 천체를 비롯한 태양계 소천체(small Solar System body, SSSB), 행성간먼지(interplanetary dust)로 구성되어 있다.
태양 주위를 궤도 선회하는 대부분의 큰 천체의 궤도는 지구 궤도, 황도와 거의 평행하다. 행성이 황도와 매우 가까운 데 비해 혜성이나 카이퍼 대 천체는 그 각도가 두드러지게 크다. 모든 행성과 대부분의 다른 천체는 태양의 자전 방향(태양의 북극에서 보았을 때 시계 반대 방향)으로 공전한다. 하지만 핼리 혜성 같은 예외도 있다.
태양 주위 천체의 궤도를 케플러의 행성운동법칙으로 묘사할 수 있다. 케플러의 법칙에 따르면, 개개의 천체는 태양을 한 초점으로 하는 타원의 궤도를 따라 운동한다. 태양에 가깝고 작은 반장축을 가지고 있는 천체는 1년 보다 짧다. 태양에서 천체가 가장 가까울 때의 점을 〈근일점〉, 태양에서 천체가 가장 멀 때의 점을 〈원일점〉이라고 한다. 천체는 근일점에서 가장 빠르게 운동하고, 원일점에서 가장 느리게 운동한다. 행성의 궤도는 원형에 가까운 타원이지만, 혜성이나 카이퍼 대 천체 등의 궤도는 길쭉한 타원형이다. 특히, 세드나는 엄청나게 찌그러진 타원형 궤도를 가지고 있다.
많은 태양계 모형에서는 행성 간의 거리가 너무 멀기 때문에, 그 거리를 왜곡하여 행성간의 거리를 거의 같게 해 놓은 것을 볼 수 있다. 하지만 현실은 몇몇 예외를 빼면, 태양에서 더 먼 행성이나 대(帶)일수록 안쪽의 궤도와의 간격이 더 넓다. 예를 들어, 금성은 수성보다 대략 0.33 천문단위(AU) 더 바깥에 있지만, 토성은 목성보다 4.3 AU 바깥에 있고, 해왕성은 천왕성보다 10.5 AU 바깥에 있다. 궤도 간 거리의 상호 관계의 규칙을 명확히 하려는 시도가 있었지만(티티우스-보데의 법칙 참조), 아직까지 인정된 이론은 없다.
태양계의 행성 대부분은 그 자신의 천체 체계를 가지고 있다. 행성 주위를 공전하는 천체는 자연 위성, 혹은 그냥 단순히 위성이라고 하는데, 그 중 몇은 행성보다도 크다. 대표적인 예로 가니메데가 있다. 대형 위성은 대부분 조석고정을 하며, 모행성을 향해 영구히 한쪽 면만 보인다. 또한, 네 개의 거대한 행성 목성형 행성은 행성 주위를 선회하는 작은 입자의 얇은 띠인 행성 고리를 가지고 있다.

## 태양계에 대한 용어

비공식적으로 태양계를 내행성계, 소행성대, 가스 행성, 카이퍼대로 구별한다. 그림에 나타난 행성 크기와 궤도는 실제 비율과 맞지 않으며, 시점은 비스듬히 바라본 것이다.

비공식적으로 태양계는 종종 여러 부분으로 나뉜다. 내행성에는 네 개의 암석 행성과 소행성대가 포함된다. 소행성대 너머 외행성에는 네 개의 가스 행성이 포함된다. 카이퍼 대의 발견으로 태양계의 규모는 해왕성 너머 천체까지 미치게 되었다.
물리적, 동역학적 관점에서 태양 주위를 도는 천체는 행성, 왜행성, 태양계 소천체의 세 종류로 분류된다. 행성은 구형의 몸체를 이룰 정도로 충분한 질량을 가지면서, 공전 궤도상에 있던 자신보다 작은 모든 천체를 ‘빨아먹은’ 천체를 일컫는다. 이 정의에 따르면, 태양계에는 수성, 금성, 지구, 화성, 목성, 토성, 천왕성, 해왕성 8개의 행성이 있다. 명왕성은 궤도 근처에 있는 카이퍼 대 물질을 빨아들여 커지지 못하여 위의 정의를 만족하지 못한다.
왜행성은 구형의 몸체를 이룰 정도로 충분한 질량을 가지면서 태양을 공전하고 있으나, 행성과는 달리 궤도 근처의 자신보다 작은 천체를 청소하지 못한 천체를 일컫는다. 이 정의에 따르면, 태양계에는 1 세레스, 명왕성, 하우메아, 마케마케, 에리스 5개의 왜행성이 있다. 90377 세드나, 90482 오르쿠스, 50000 콰오아 등 다른 천체는 장래에 왜행성으로 분류될 가능성이 있다. 해왕성 횡단 영역 내를 돌고 있는 왜행성을 명왕성형 천체 또는 플루토이드로 부른다. 태양 주위를 돌고 있는 나머지 천체를 태양계 소천체로 부른다.
행성과학자들은 태양계 전역에서 발견되는 다양한 종류의 물질을 가스(기체), 얼음, 암석 등의 용어로 표현한다. ‘암석’은 원시 행성계 성운 내 거의 모든 상황에서 고체로 남아 있을 수 있는, 녹는점이 높은 혼합물을 말한다. 암석 물질은 보편적으로 규소와, 철이나 니켈과 같은 금속을 포함한다. 암석 물질은 내행성 지대에 흔하게 존재하며, 암석 행성과 소행성의 몸체를 구성하는 주요 물질이 된다. ‘가스’는 분자 수소, 헬륨, 네온 등 녹는점이 극도로 낮으며, 높은 증기압을 갖는 물질을 말한다. 이들은 성운 내에서 언제나 기체 상태를 유지한다. 가스 물질은 목성과 토성 등 ‘중간 지대’를 돌고 있는 행성의 대부분을 구성한다. ‘얼음’은 물, 메탄, 암모니아, 황화 수소, 이산화 탄소와 같은 물질로서 녹는점은 수백 켈빈 정도이며, 환경상 압력과 온도에 따라 그 형태를 달리하는 물질이다. 이들 물질은 태양계 내에 얼음, 액체, 기체 등의 다양한 상태로 존재하고 있다. 성운 내에서는 고체 또는 기체 상태로 존재한다. 얼음 물질은 가스 행성의 위성 몸체 대부분, 천왕성과 해왕성(일명 얼음 가스행성)의 내부 구성물 대부분, 해왕성 궤도 너머 수많은 작은 천체의 몸체 대부분을 구성하는 것으로 여겨진다. 가스와 얼음을 ‘휘발성 물질’로도 부른다.

## 태양

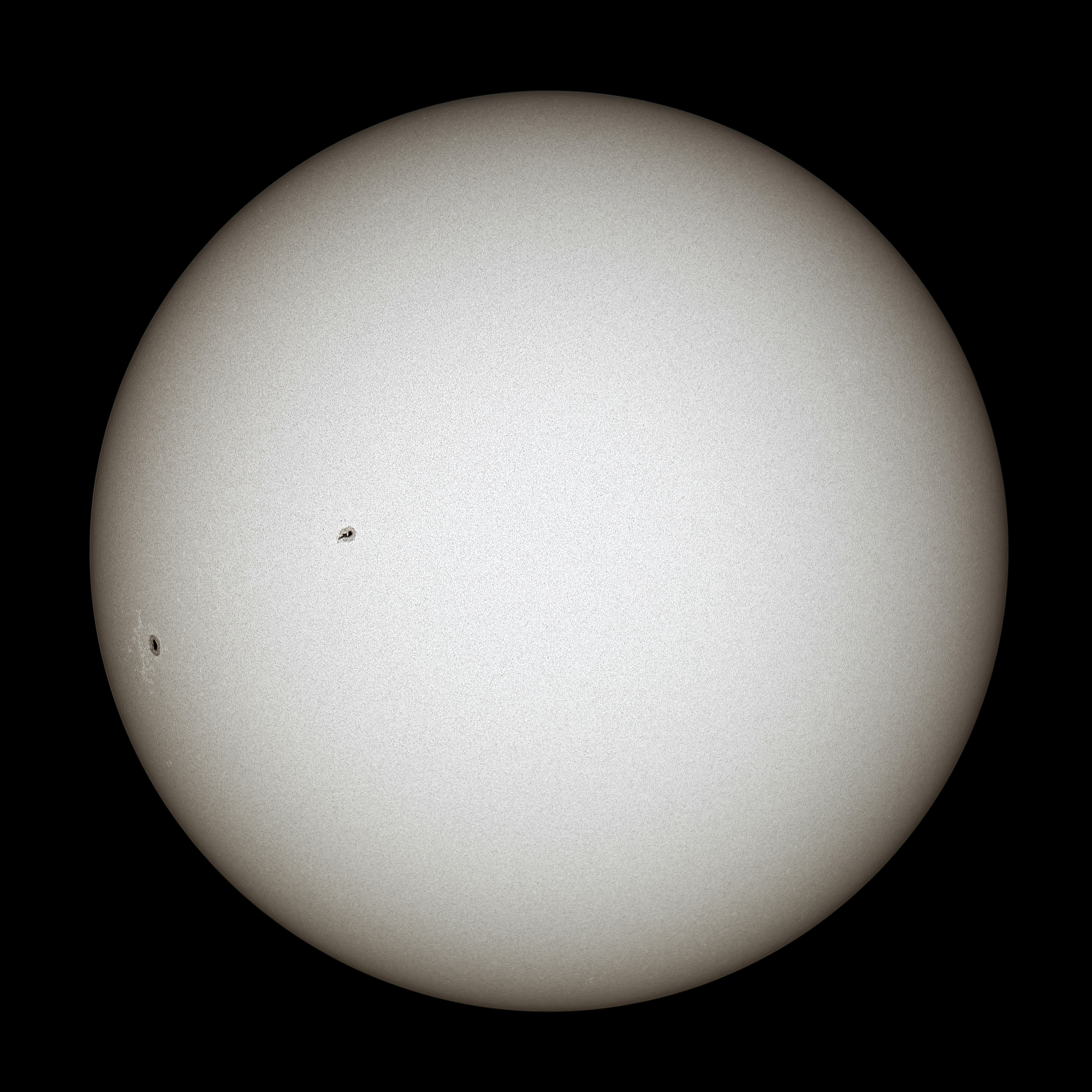
태양의 실제 색상

태양은 태양계의 중심에서 지배하며, 인류가 그 표면을 관찰할 수 있을 정도로 가까이 놓여 있는 유일한 항성이다.여기서 항성이란 스스로 빛을 내는 물체를 말한다. 그 질량은 태양계 구성 물질의 거의 전부를 차지한다. 막대한 질량(지구질량의 33만 2,900배) 때문에 태양 내부는 핵융합이 일어나기에 충분한 밀도가 유지될 수 있으며, 융합 반응을 통해 막대한 양의 에너지가 전자기 복사 형태로 우주 공간으로 방출된다. 전자기 복사 중 400~700 나노미터 띠 부분이 우리가 가시광선으로 부르는 영역이고, 인간의 눈으로 볼 수 있는 부분이다.
태양의 표면 온도는 약 5,800 켈빈으로 분광형상 G2 V에 속하는데, 이는 ‘질량이 큰 편에 속하는 황색 왜성’이다. 그러나 태양은 앞의 이름처럼 작은 별은 아니라, 우리 은하에 속해 있는 모든 별 중에서 태양은 제법 무겁고 밝은 별이다. 색등급도는 항성의 밝기와 표면 온도를 각 축으로 삼아 항성을 평면 위에 표시하고 있다. 이 표에 따르면, 뜨거운 별은 대체로 밝다. 이 법칙을 따르는 별은 주계열로 불리는 띠 위에 몰려 있으며, 태양은 이 주계열 띠의 한가운데에 자리 잡고 있다. 그러나 태양보다 밝고 뜨거운 별은 드물며, 그 반대의 경우(적색왜성, K형 주계열성)는 흔하다. 적색왜성의 경우 우리 은하 항성의 85퍼센트를 차지한다고 알려져 있다.
주계열 위에서 태양의 위치는 ‘생애의 한가운데’로 여겨지는데, 이는 태양이 아직 중심핵에 있는 수소를 이용해 핵융합을 하는 것으로 수소를 모두 소진하지 않았기 때문이다. 태양은 천천히 밝아지고 있으며, 처음 태어났을 때의 태양 밝기는 지금의 70퍼센트 수준이었다.
태양은 종족I항성에 속하는데, 우주 진화의 후기 단계에 태어났으며, 따라서 수소 및 헬륨보다 무거운 ‘금속’을 이전 세대인 종족I항성보다 많이 품고 있다. 수소 및 헬륨보다 무거운 원소는 오래전 폭발한 무거운 별의 중심핵에서 만들어진다. 따라서 우주가 태어난 뒤 생겨난 1세대 항성의 내부에는 이러한 무거운 원소가 없었을 것이며, 1세대가 죽음을 맞으면서 우주에는 무거운 물질이 흩어지게 되었다. 태양에 이처럼 무거운 원소가 풍부하다는 사실은 태양 주위에 행성계가 형성되어 있는 현실과 밀접한 연관이 있어 보이는데, 그 이유는 행성은 금속함량이 중력으로 뭉치면서 태어나기 때문이다.
한편 태양의 수명(행성상 성운 기준)은 약110억년으로 추정된다고 과학자들은 재확인한바있다. 현재 태양의 나이는 46억년으로 추정하고 있으며 약50억년후에는 적색거성으로 사실상 그 기능을 대부분 잃을것으로 보고있다. 그러나 태양계는 태양의 에너지 밝기가 10억년마다 약 10%로 증가하는 실례를 들어서 지구에서의 생태계 환경은 약10억년후 그 생명을 다할 것으로 내다보고있다.

### 행성간 매질

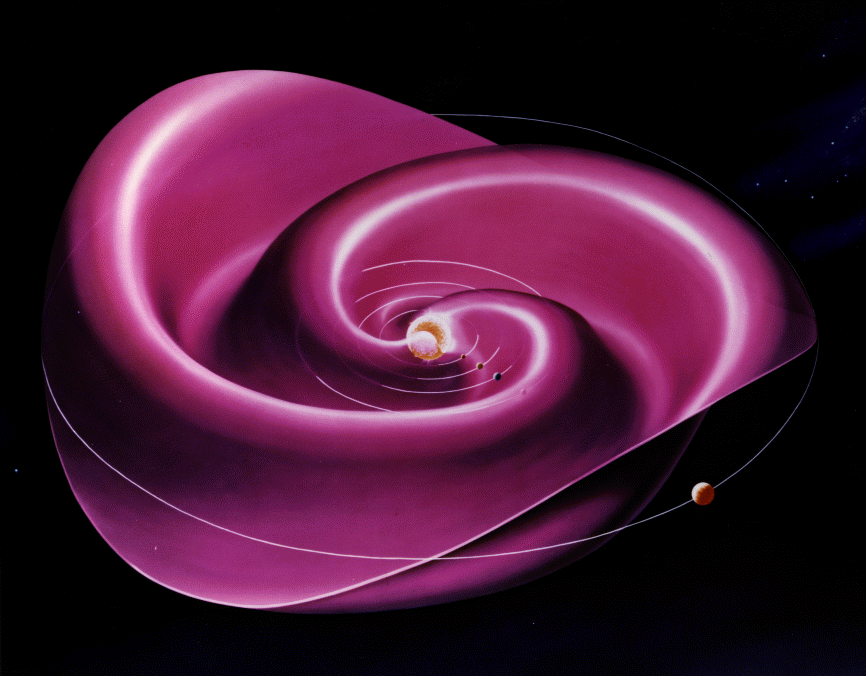
태양권 전류편

태양은 빛과 함께 대전된 입자, 즉 플라스마의 지속적인 흐름인 태양풍을 발산한다. 이 입자의 흐름은 시속 150만 킬로미터의 속도로 퍼져나가 희박한 태양권을 만드는 데 최소한 100 AU까지 퍼져나간다. (태양권 계면 문단 참조) 이것이 행성간 매질이다. 태양 표면에서 일어나는 태양 플레어나 코로나 질량 방출과 같은 지자기 폭풍은 태양권을 어지럽히고 우주 기후를 만들어 낸다. 태양권 내에서 가장 거대한 구조물은 태양의 회전 자기장으로 인해 행성간 매질에 생성되는 나선형의 태양권 전류편이다.

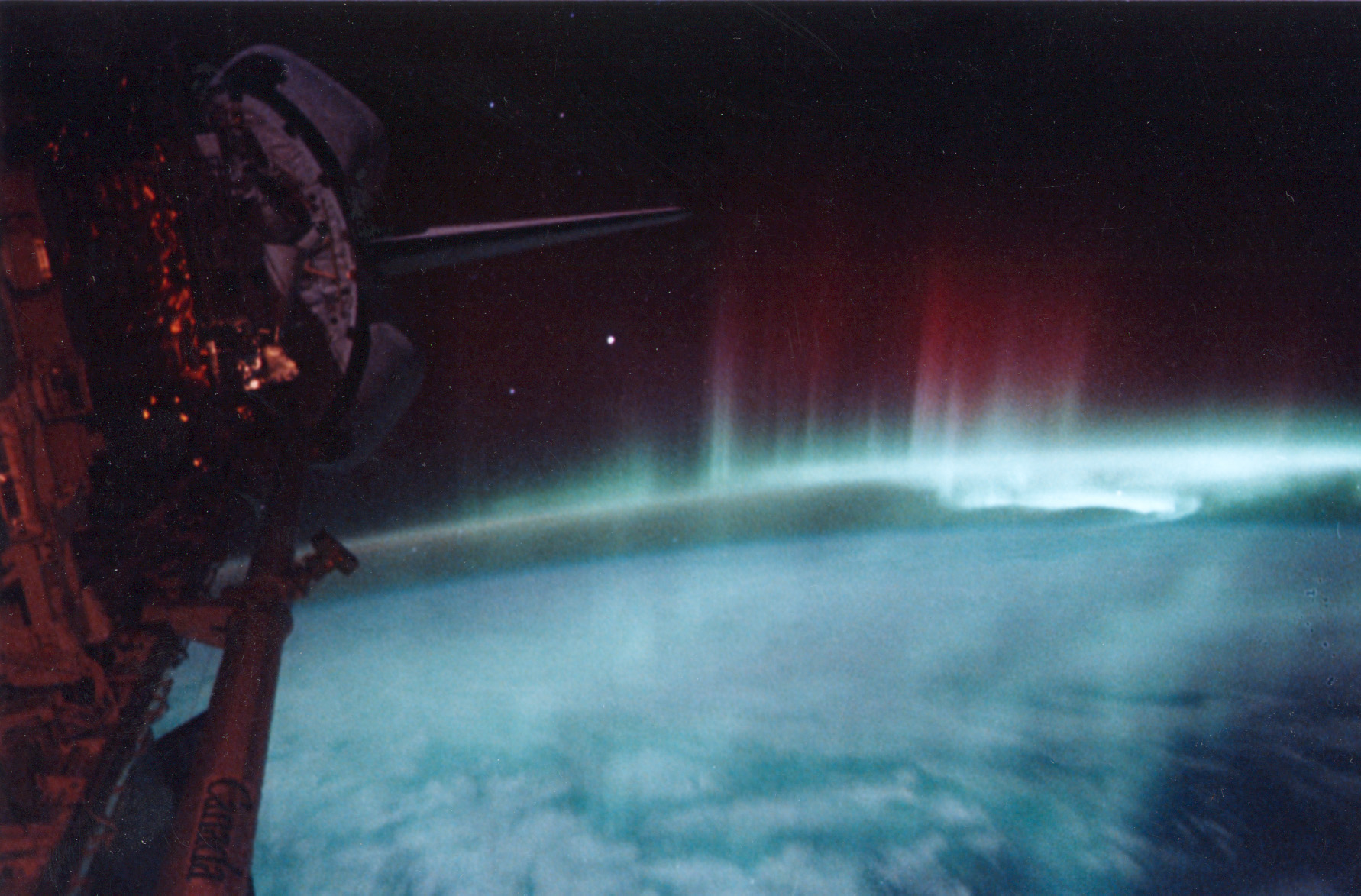
우주 왕복선 디스커버리 호에서 바라본 남극광.

지구 자기장은 태양풍이 지구의 대기를 벗기는 것을 막아 준다. 금성과 화성은 자기장을 가지고 있지 않기 때문에 태양풍이 대기를 우주 공간으로 차츰 새어 나가게 하고 있다. 태양풍과 지구 자기장의 상호 작용은 대전된 입자를 지구의 초고층 대기에 직각으로 흐르게 하는데, 이 상호 작용으로 자기극 근처에서 오로라가 만들어진다.
우주선은 태양계 외부가 그 기원이다. 태양권이 태양계를 부분적으로 보호하고, 행성의 자기장(자기장이 있는 행성의 경우에만) 또한 행성을 다소 보호해 준다. 성간물질 안에 있는 우주선의 밀도와 태양 자기장의 세기는 매우 긴 시간에 걸쳐 변화하고, 이에 따라 태양계 안의 우주 방사선의 수준도 변화한다. 그러나 얼마나 변화하는지는 알 수 없다.

## 내행성계
태양계의 안쪽인 내행성계는 지구형 행성과 수많은 소행성으로 구성되어 있다. 이들은 대부분 규산염과 금속으로 구성되어 있으며, 태양에 매우 근접해 있다. 안쪽 태양계 전체의 반지름은 목성과 토성 사이의 거리보다도 짧다.

### 지구형 행성

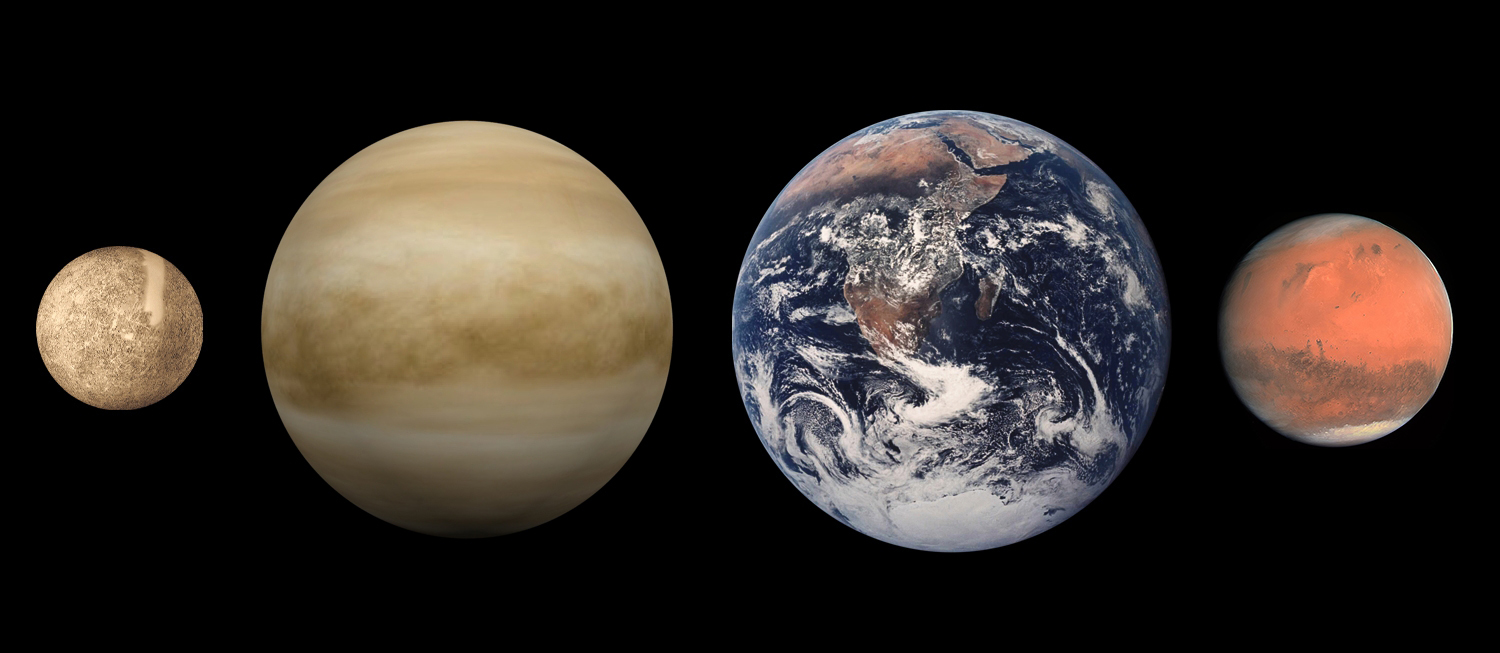
지구형 행성. 왼쪽에서 오른쪽으로 수성, 금성, 지구, 화성. 크기 비례는 정확한 편.

네 개의 지구형 행성은 암석으로 조밀하게 구성되어 있으며, 위성이 적거나 없고 고리도 없다. 이러한 행성을 구성하는 광물은 대부분 높은 녹는점을 가지고 있는데, 그 예로 지각과 맨틀을 구성하는 규산염, 핵을 구성하는 철, 니켈과 같은 금속이 있다. 지구형 행성 중 금성, 지구, 화성은 대기와 충돌 크레이터, 열곡, 지구대, 화산과 같은 구조 지질학적인 표면의 특징을 가지고 있다. 지구형 행성이라는 용어는 내행성이라는 용어와 헷갈리면 안 된다. 내행성은 지구와 태양 사이에 있는 행성, 즉 수성과 금성을 가리킨다.

#### 수성
수성(태양에서의 거리 0.4 AU)은 태양에 가장 가까운 행성이며, 가장 작은 행성이다(질량이 지구의 0.055배). 수성은 위성이 없으며, 수많은 충돌 크레이터와 쭈글쭈글한 거대한 절벽 등의 지질학적 특징으로만 알려져 있다. 이 절벽은 태양계 역사의 초기에 수성이 수축해서 생긴 것으로 보인다. 수성의 대기는 거의 무시해도 좋을 정도로 그 두께가 얇다. 수성의 커다란 핵과 그에 비해 상대적으로 얇은 맨틀은 그 성분이 아수 수실히 밝혀지지 않았다 수성에 대한 탐사는 아주 미미하여, 1950년 이래로 현재까지 수성 탐사선은 매리너 10호와 메신저뿐이다

#### 금성
금성(태양에서의 거리 0.7 AU)은 지구 질량 81.5퍼센트 크기의 천체로, 가장 바깥쪽에 대기가 있고, 내부적 지질 활동의 증거가 발견되며, 규산염의 맨틀 속에 철질의 핵이 있는 등 외관상 지구와 비슷한 행성이다. 그러나 금성은 지구보다 훨씬 건조하며, 대기의 밀도는 지구의 90배나 된다. 금성에는 자연 위성이 없다. 금성은 태양계 행성 중 가장 뜨거운데, 표면 온도는 섭씨 400도 이상으로, 이처럼 고온이 된 주요 원인은 대기 중 온실 가스 때문이다. 금성의 표면 온도에 플라스틱 안전모를 잠깐 노출시키면 바로 녹아 액체가 되어 버린다. 금성 표면에서 현재도 지질학적 활동이 계속되고 있다는 결정적 증거는 없으나, 대기가 쓸려 나가는 것을 막아 주는 자기장이 없다는 점을 고려하면, 금성의 대기는 화산 폭발로 분출되는 가스를 규칙적으로 공급받는 것으로 보인다. 일반적으로 알려진 금성 사진 (회전하는 갈색 구름 사진) 은 자외선으로 찍은 다음 가시광선 스펙트럼으로 전환한 것으로, 금성을 그냥 가시광선으로 보면 완전히 노란 황산 구름밖에 보이지 않는다.

#### 지구
지구(태양에서의 거리 1 AU)는 내행성 중 가장 질량이 크며, 나머지 내 행성 3개를 합친것보다도 크다. 현재도 지질학적 활동이 일어나고 있다고 알려진 유일한 천체이며, 우주에서 생명체가 살고 있음이 증명된 유일한 천체이다. 태양계 내 암석 행성 중 유일하게 바다가 있으며, 지각판 이동이 일어나는 유일한 천체이다. 지구의 대기 또한 식물의 존재로 자유 산소의 함량이 21퍼센트나 된다는 점에서 다른 암석 행성과 판이하게 다르다. 지구는 자연 위성으로 달을 거느리고 있는데, 달은 태양계의 암석 행성 중 유일한 거대 위성이다. 또한 달은 모행성의 크기에 비해 가장 큰 위성이다.

#### 화성
화성(태양에서의 거리 1.5 AU)은 수성보다는 크나 지구와 금성보다는 질량이 작은 행성이다(지구 질량의 0.107배). 화성은 대부분 이산화 탄소로 이루어진 얇은 대기가 있다. 화성 표면은 올림포스 산 등 거대한 화산, 매리너 계곡과 같은 단층 계곡 등, 가장 최근까지 지질학적 활동이 지속된 것으로 보이는 여러 흔적이 있다. 화성의 붉은 색은 토양 내 산화 철 때문이다. 또한 이 때문에 화성의 하늘은 분홍색을 띤다. 화성은 조그만 자연 위성들인 데이모스, 포보스를 거느리고 있다. 이들은 원래 소행성이었는데, 화성의 중력에 포획된 것으로 보인다. 포보스는 약 3천만~5천만 년 안에 화성의 조석력으로 산산조각 나 버릴 것으로 예상된다. 화성은 지구와 비슷하여 생명의 존재에 대한 탐사가 계속되고 있으며, 바이킹, 마스 글로벌 서베이어, 마스 오디세이, 마스 패스파인더, 스피릿, 오퍼튜니티 등 많은 탐사선이 여러 가지 탐사를 진행하였다.

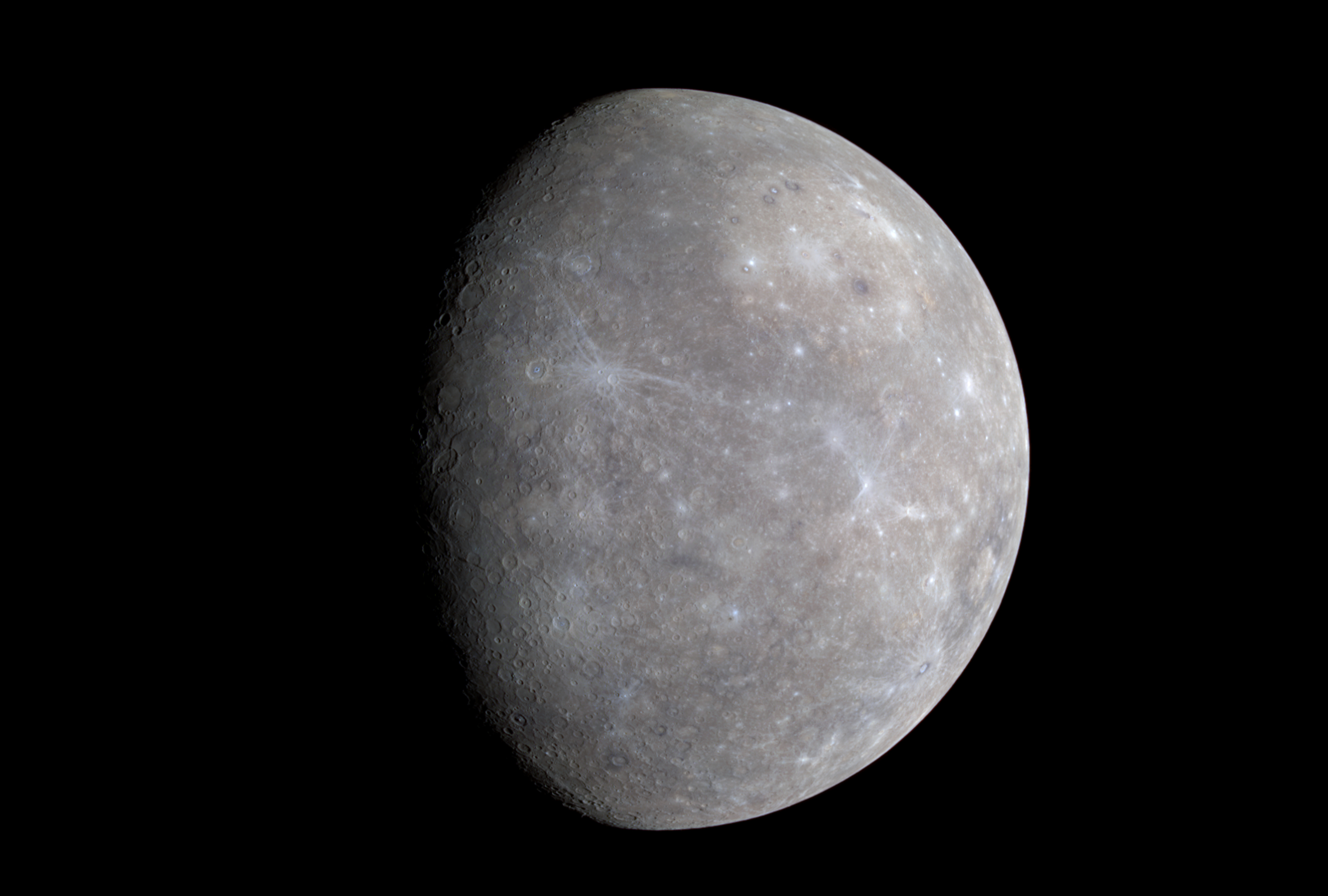
메신저가 촬영한 수성. 색깔은 착색되어, 실제 색깔과 다르다.
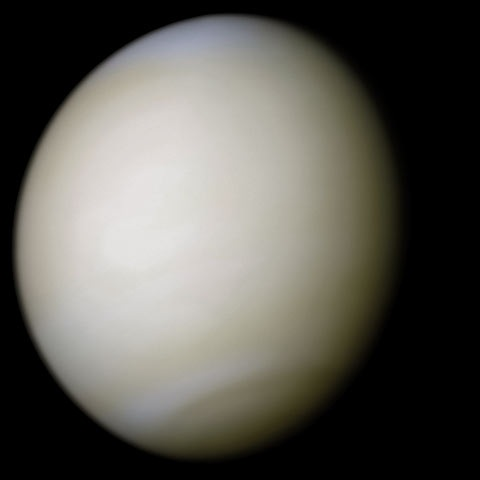
매리너 10호가 촬영한 금성. 노란색은 모두 구름으로, 표면은 하나도 볼 수 없다.
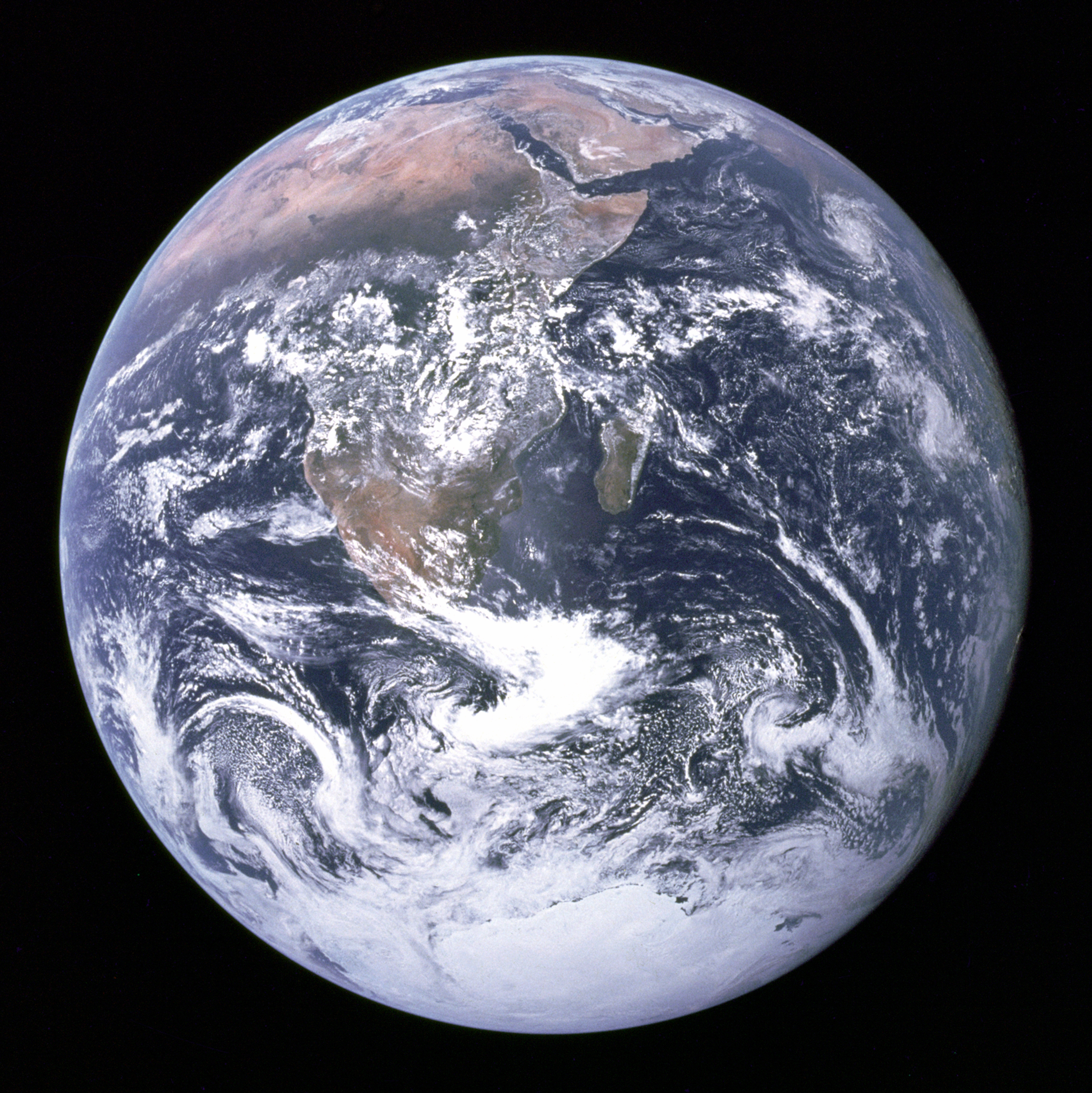
아폴로 17호가 촬영한 지구
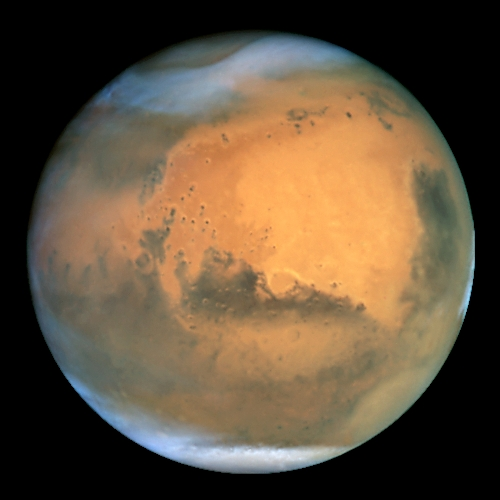
허블 우주 망원경이 촬영한 화성. 산화철로 인해 붉게 타는 듯한 외형을 가지고 있다.

### 소행성대

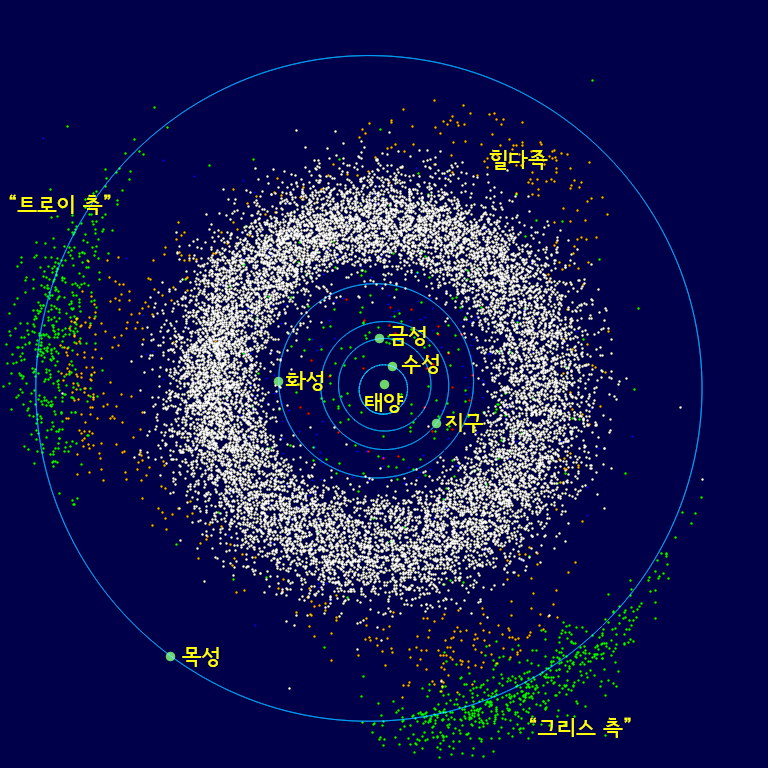
소행성대(흰색)와 트로이 소행성군(초록색)

소행성은 태양계의 소천체로, 대부분 암석과 금속과 같은 휘발성 없는 광물로 구성되어 있다.
주(主) 소행성대는 화성과 목성 궤도 사이에 형성되어 있으며, 그 거리는 태양으로부터 2.3 ~ 3.3 천문단위이다. 이들은 태양계 생성 초기 목성의 중력 때문에 서로 뭉치지 못하여, 행성이 되는 데 실패한 존재로 여겨진다.
소행성의 크기는 수백 킬로미터에서 현미경으로 보아야 할 정도의 크기까지 다양하다. 가장 거대한 1 세레스를 제외한 모든 소행성은 태양계 소천체로 분류되나, 4 베스타와 10 히기에이아 등은 유체정역학적 균형 상태에 있음이 증명될 경우 왜행성으로 재분류될 수 있다.
소행성대에는 지름 200미터 이상의 천체가 수개 혹은 수만개 있다. 이렇게 숫자는 많지만, 소행성대 천체의 질량을 모두 합쳐도 지구의 1천 분의 1을 넘지 못한다. 주 소행성대의 천체는 매우 산발적으로 흩어져 태양을 돌고 있어서, 우주 탐사선이 이 지역을 주기적으로 통과해도 충돌 사고는 발생하지 않는다. 지름이 10 ~ 10−4 미터 사이인 소행성을 유성체라고 부른다. 가끔 이곳에서 태양으로 돌진하는 소행성이 있다.

#### 세레스

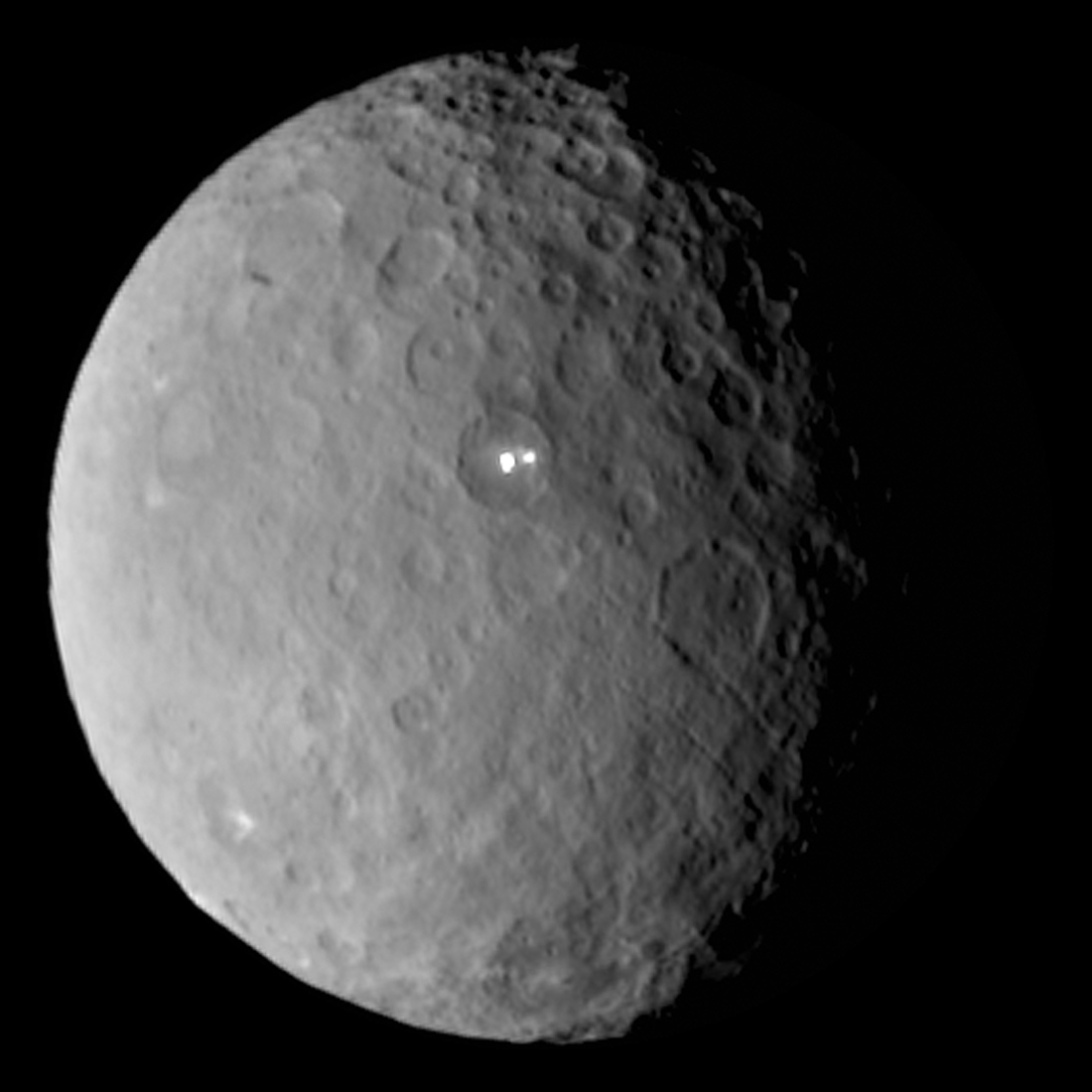
돈 탐사선이 촬영한
세레스의 모습

세레스(태양에서의 거리 2.77 AU)는 소행성대에서 가장 거대한 천체로, 왜행성으로 취급된다. 직경은 거의 1000 km에 달해, 자체 중력만으로 형태를 구형으로 충분히 유지할 수 있다. 세레스는 19세기에 발견될 당시 ‘행성’으로 여겨지기도 했지만, 1850년대 들어 다른 소행성이 발견되면서 ‘소행성’으로 재분류되었다. 그 뒤 2006년에는 ‘왜행성’으로 재분류되었다.

#### 소행성군
주 소행성대에 있는 소행성은 공전 궤도의 특성에 따라 소행성군과 소행성족으로 분류된다. 소행성 위성은 자기보다 큰 소행성을 도는 소행성을 가리키는 말이다. 종 위성과 주인 소행성의 크기는 평범한 위성과 행성만큼 차이가 나지 않으며, 경우에 따라서는 종과 주인의 크기가 거의 같을 경우도 있다(이는 행성-위성의 관계보다는 쌍성계와 더 비슷하다). 소행성대에는 지구에 물을 공급한 원천일 가능성이 있는, 주띠 혜성이 있다.
트로이 소행성군은 목성의 L4 또는 L5 점(공전 궤도상에서 행성을 이끄는 동시에 끌려가는 양상이 중력적으로 안정을 이루는 지점)에 있다. ‘트로이’는 다른 행성 또는 위성의 라그랑주점에 있는 작은 천체를 가리킬 때도 사용한다. 힐다 족은 목성과 2:3 궤도 공명을 하는데, 이는 목성이 태양을 두 번 돌 때 힐다 족은 세 번 돈다는 뜻이다. 내행성 지대에도 떠돌이 소행성으로 불리는 천체가 많다. 이들의 궤도는 내행성의 궤도와 교차하고 있으며, 따라서 운석과 충돌할 가능성을 품고 있다.

## 외행성계

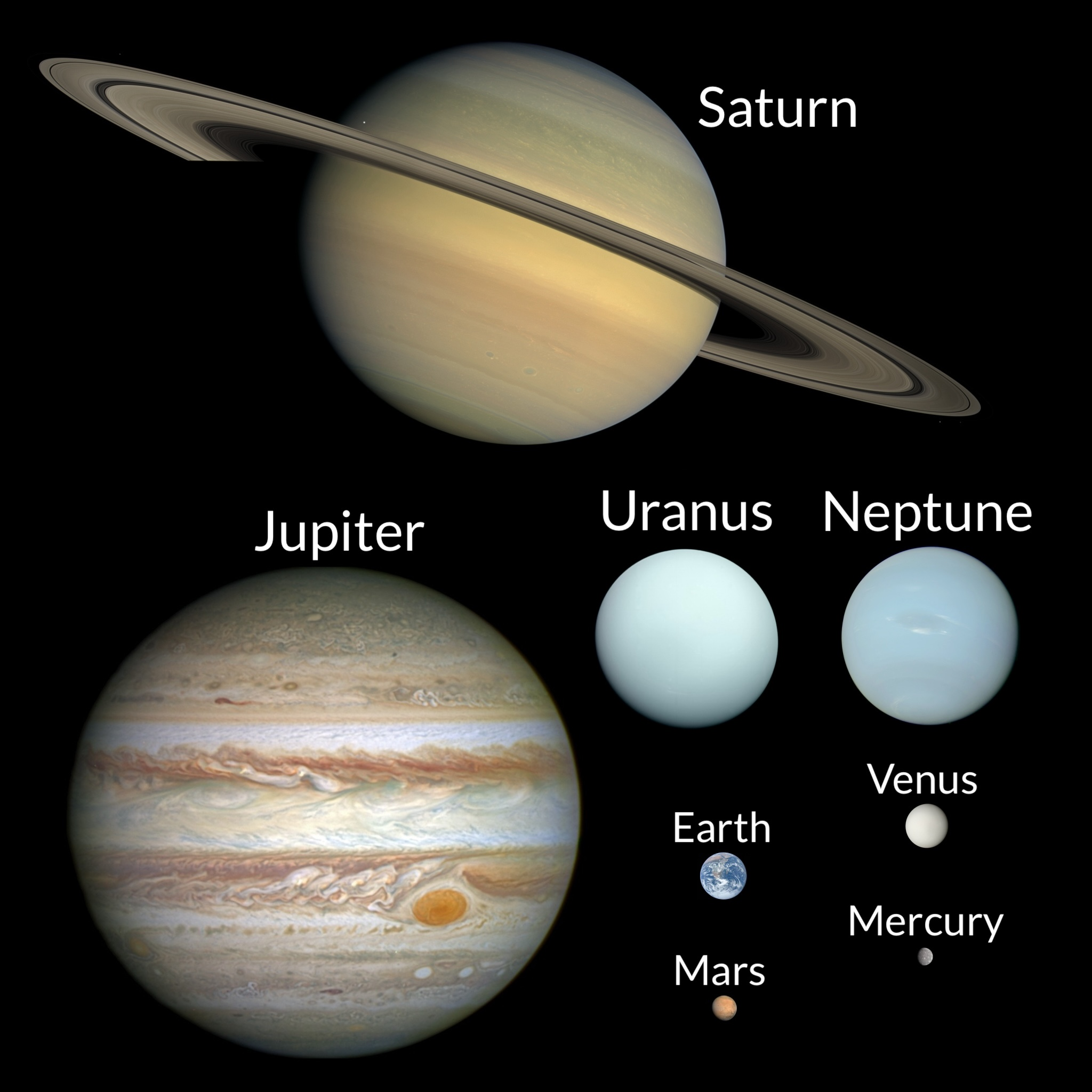
내행성(수성·금성·지구·화성)과 비교한 외행성 목성(Jupiter), 토성(Saturn), 천왕성(Uranus), 해왕성(Neptune)

태양계의 바깥쪽 지대는 거대한 가스 행성과 행성급 덩치를 지닌 위성이 존재하는 곳이다. 센타우루스 족을 포함한 많은 단주기 혜성도 이 지역에 공전궤도를 형성하고 있다. 이들은 태양에서 매우 멀리 떨어져 있기 때문에, 물을 비롯한 암모니아, 메탄 등의 휘발성 물질이 천체에서 차지하는 비중이 지구형 행성에 비해 크다. 그 이유는 낮은 온도에서 이들 휘발성 물질은 고체 상태로 존재할 수 있기 때문이다.

### 목성형 행성
태양계의 바깥쪽을 도는 네 개의 거대한 행성은 보통 목성형 행성, 가스 행성, 외행성이라는 이름으로 불린다. 이들의 질량은 태양을 도는 8개 행성의 99퍼센트를 차지하며, 암석 행성에 비해 무거워 지구질량의 14 ~ 318배 정도이다. 그러나 밀도는 상대적으로 낮아 암석 행성의 20퍼센트 수준이다. 목성과 토성은 대부분 수소와 헬륨으로 이루어져 있다.이들 네 행성은 모두 고리를 갖고 있으나, 토성을 제외한 나머지는 지구에서 고리를 관측하기가 쉽지 않다.

#### 목성
목성(태양에서의 거리 5.2 AU)은 태양계의 8행성 중 가장 거대하고 무거운 천체로, 그 질량은 지구의 318배로 목성을 뺀 다른 행성을 다 합친 것보다 2.5배나 더 무겁다. 목성은 대부분 수소와 헬륨으로 이루어져 있다. 목성은 내부열이 강력하게 발생하고 있어, 표면에 자전 방향과 평행한 줄무늬 모양의 띠와 대적반과 같은, 반영구적인 대기 구조를 만든다. 목성은 많은 위성을 거느리고 있으며, 알려진 숫자만 79개이다. 그중 가장 질량이 큰 가니메데, 칼리스토, 이오, 유로파, 네 개는 내부열이나 화산 활동이 일어나는 등 암석 행성과 비슷한 면모를 보여준다. 이 중 가니메데는 태양계 위성 중 부피와 질량이 가장 크며, 심지어 수성보다도 부피와 크기가 크다(다만 질량은 작다).

#### 토성
토성(태양에서의 거리 9.5 AU)은 질량, 조성 물질, 내부 구조, 자기권 등 모든 면에서 목성보다 조금씩 작은 가스 행성이다. 토성의 가장 큰 특징은 거대한 고리를 들 수 있다. 토성의 부피는 목성의 60퍼센트이지만, 질량은 3분의 1이 채 되지 않는다(지구질량의 95배). 따라서 토성의 밀도는 태양계 행성 중 가장 작다는 결론을 얻을 수 있다. 토성 역시 목성 다음으로 많은 위성을 거느리고 있다. 그중 타이탄과 엔켈라두스, 둘은 지질학적 활동을 하고 있는 것으로 보인다. 다만 지구와는 달리 이들 천체의 화산에서는 얼음 물질이 뿜어져 나온다. 타이탄은 부피만 따질 경우 수성보다 크며, 태양계 위성 중 유일하게 짙은 대기에 둘러싸여 있다. 반면 천왕성과 해왕성은 얼음 물질의 비중이 목성 및 토성보다 크다. 이들의 가스 성분은 질량의 약 10% 밖에 되지 않는다. 질량의 대부분은 얼음(메탄, 물 ,암모니아)이 주성분이다. 거대 얼음 행성이라고도 한다.

#### 천왕성
천왕성(태양에서의 거리 19.2 AU)은 외행성 중 가장 가벼운 가스 행성이다(지구의 14배). 천왕성의 자전축은 황도면에 대해 97.9도 기울어져 있어 태양을 마치 누운 상태로 도는 것처럼 보인다. 천왕성의 중심핵은 다른 가스 행성에 비해 훨씬 차가우며, 방출하는 열의 양도 매우 작다. 천왕성은 여러 위성을 거느리고 있다. 이 중 티타니아, 오베론, 움브리엘, 아리엘, 미란다가 큰 위성이다. 이 다섯 개의 큰 위성은 모두 단층, 능선, 절벽, 산맥, 화구, 범람의 흔적 등 혼란한 지형으로 가득 차 있다. 특히 미란다의 표면은 실제라고 믿기 힘들 정도로 불연속적이다.

#### 해왕성
해왕성(태양에서의 거리 30 AU)은 천왕성보다 지름은 약간 작으나, 좀 더 무거운(지구의 17배) 가스 행성이다. 따라서 해왕성의 밀도는 천왕성보다 조금 더 크다. 해왕성은 천왕성보다 많은 내부열을 발산하나, 그 양은 목성이나 토성에 비하면 작다. 해왕성 역시 13개의 위성이 주위를 돌고 있다. 그중 가장 거대한 트리톤은 액체 질소의 간헐천이 표면 곳곳에 있는 등 지질학적으로 살아있다. 트리톤은 태양계 위성 중 유일하게 역방향으로 어머니 행성을 공전하는 거대 위성이다. 다수의 소행성이 해왕성과 같은 궤도를 돌고 있는데, 이들을 해왕성 트로이족이라고 부른다. 이들은 해왕성과 1:1로 궤도 공명을 한다.

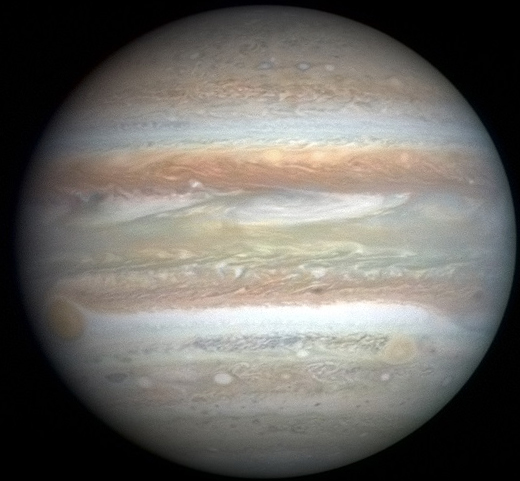
뉴 허라이즌스 호가 촬영한 목성
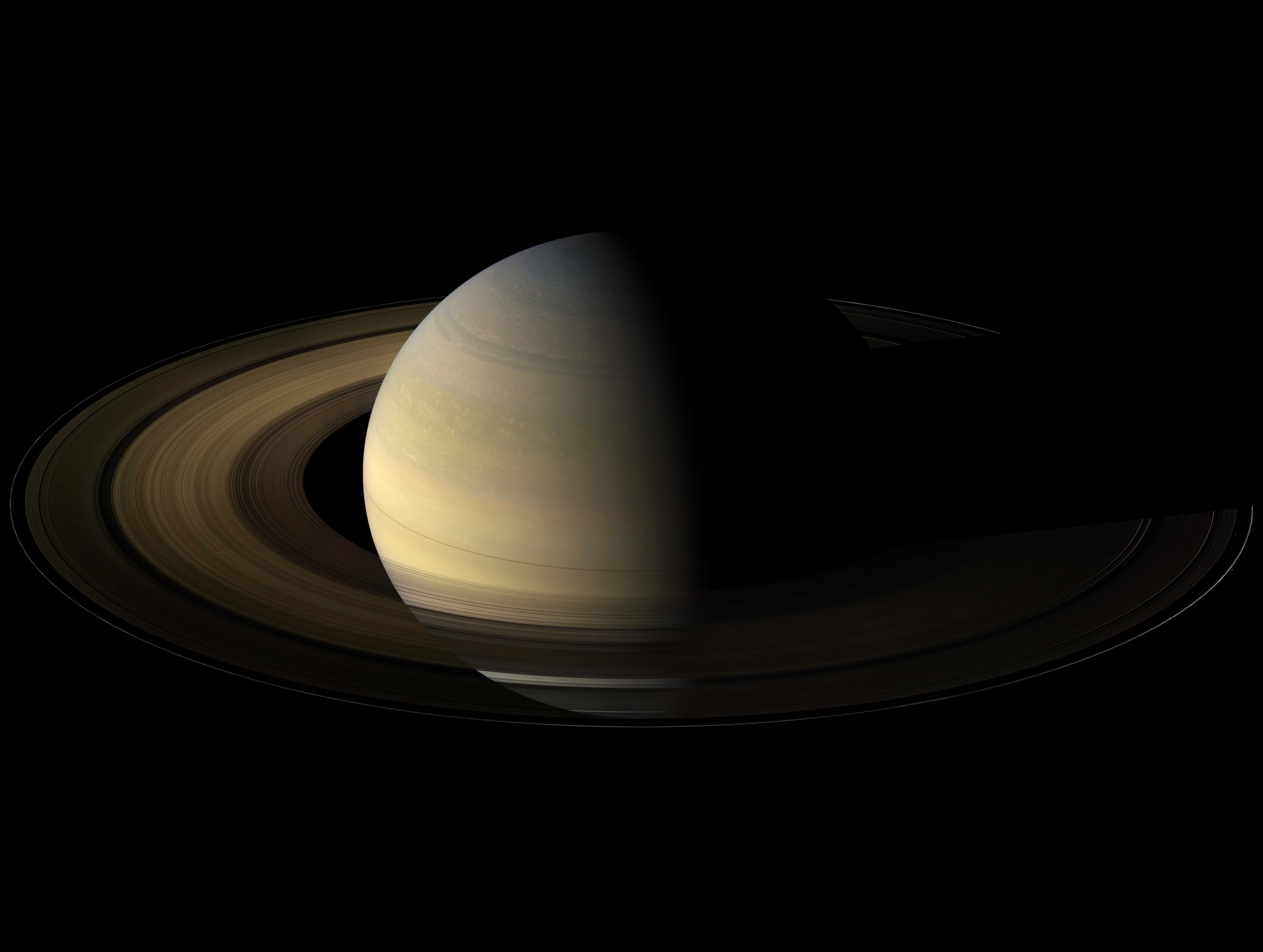
카시니 탐사선이 촬영한 토성
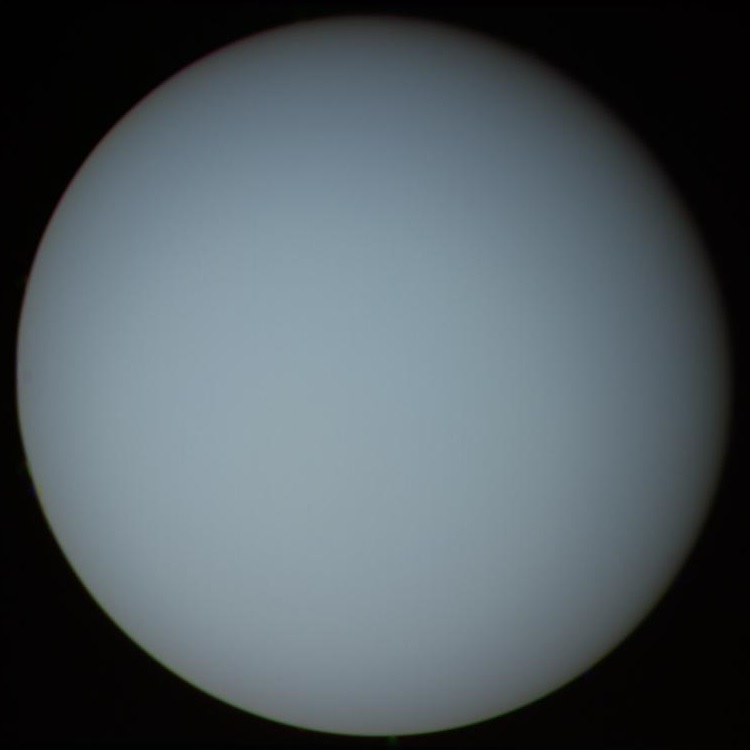
1986년 보이저 2호가 촬영한 천왕성
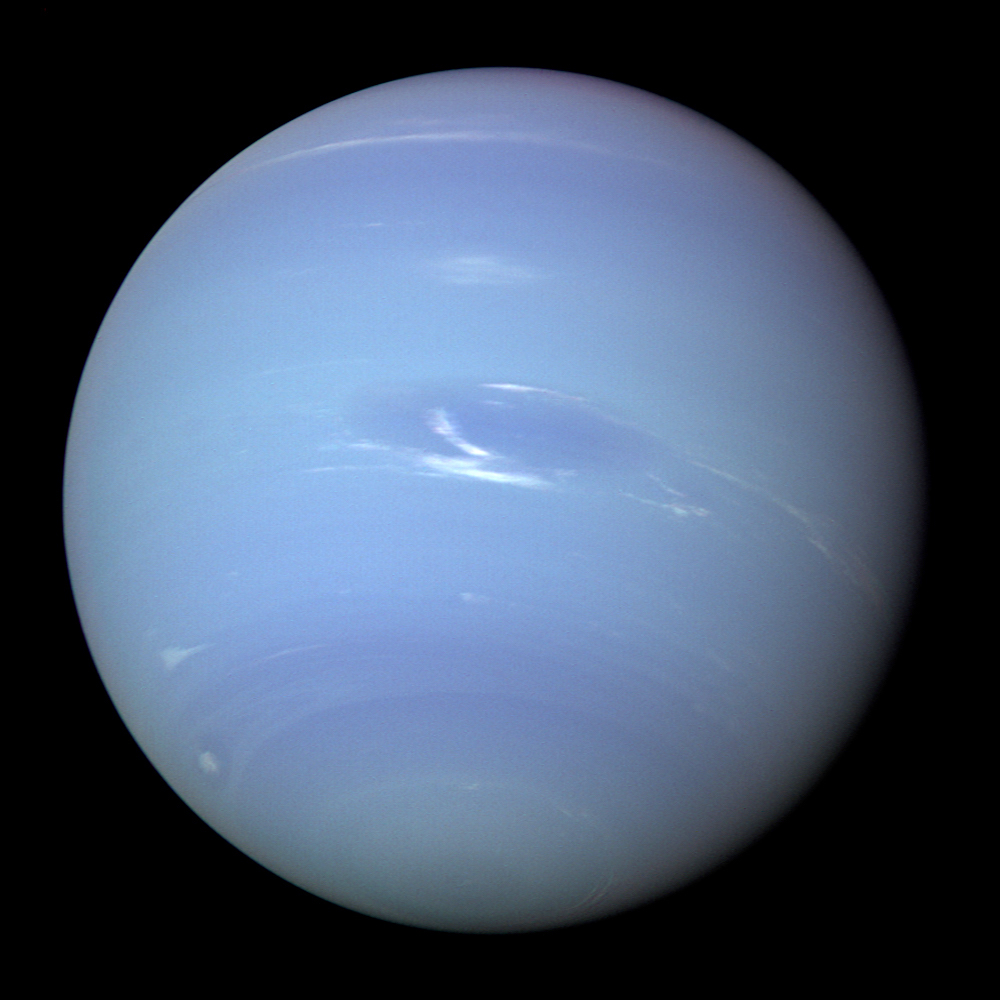
1989년 보이저 2호가 촬영한 해왕성

### 혜성

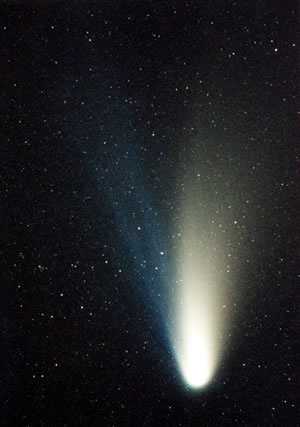
헤일-밥 혜성.

혜성은 수 킬로미터 정도 크기의 휘발성 얼음 혼합물로 이루어진 태양계 천체이다. 혜성의 궤도는 매우 이심률이 큰데, 태양에 가장 가까워질 때는 내행성 궤도까지 들어왔다가 멀어질 경우 명왕성 바깥까지 물러나는 경우가 많다. 혜성 중에는 궤도경사각 값이 큰 개체가 많은데, 그중 공전 주기가 백 년이 되지 않는 단주기 혜성의 경사각은 중간 정도이다. 혜성이 내행성 궤도에 진입하면, 태양에 가까워지면서 일사량이 증가하기 때문에 얼음 상태로 존재하던 휘발성 물질이 증발하여 이온화·코마라는 이름의 꼬리처럼 생긴 구조를 형성한다. 코마는 맨눈으로도 볼 수 있는데, 이는 고대부터 인류가 혜성을 묘사할 때 사용된 강렬한 특징이었다.
단주기 혜성은 태양을 1회 도는 데 2백 년이 걸리지 않는다. 반면 장주기 혜성은 1회 공전에 걸리는 시간이 보통 수천 년은 된다. 단주기 혜성은 카이퍼 대에서 태어나며 헤일-밥 혜성과 같은 장주기 혜성은 오르트 구름에서 태어난다고 여겨진다. 크로이츠 선그레이저스와 같은 혜성군(群)은 하나의 덩어리였던 천체가 쪼개져 생겨난 것으로 보인다. 공전궤도가 타원형인 일부 혜성은 태양계 바깥에서 태어나 태양계를 찾아온 경우도 있는데, 이들의 정확한 궤도를 알아내기는 쉽지 않다. 태양 주위를 많이 돌면서 휘발성 물질이 거의 다 증발한 늙은 혜성은 종종 소행성으로 분류되기도 한다.

### 센타우루스족
센타우루스족은 궤도 장반경이 목성(5.5 AU)보다 크고 해왕성(30 AU)보다 작은, 혜성 비슷한, 얼음으로 이루어진 천체이다. 지금까지 알려진 가장 거대한 센타우루스족 10199 카리클로의 지름은 약 250킬로미터이다. 최초로 발견된 센타우루스족 2060 키론은 혜성으로도 분류되어 왔는데(95P/키론이라는 명칭이 추가되었다), 이는 2060 키론이 여타 혜성과 마찬가지로 태양에 접근하면서 코마가 커지기 때문이다.

## 해왕성 궤도의 바깥쪽
해왕성 궤도 너머에 있는 해왕성 바깥 천체는 여전히 미지의 세계이다. 이 천체는 대부분 매우 작으며(가장 큰 것이 지구 직경의 5분의 1이고, 질량은 달보다도 작다), 암석과 얼음으로 이루어져 있다. 혹자는 이 구역을 외태양계라고도 하는데, 또 다른 사람들은 이 용어를 소행성대 너머의 구역인 외행성계을 가리킬 때 사용해, 혼동이 있다.

### 카이퍼 대

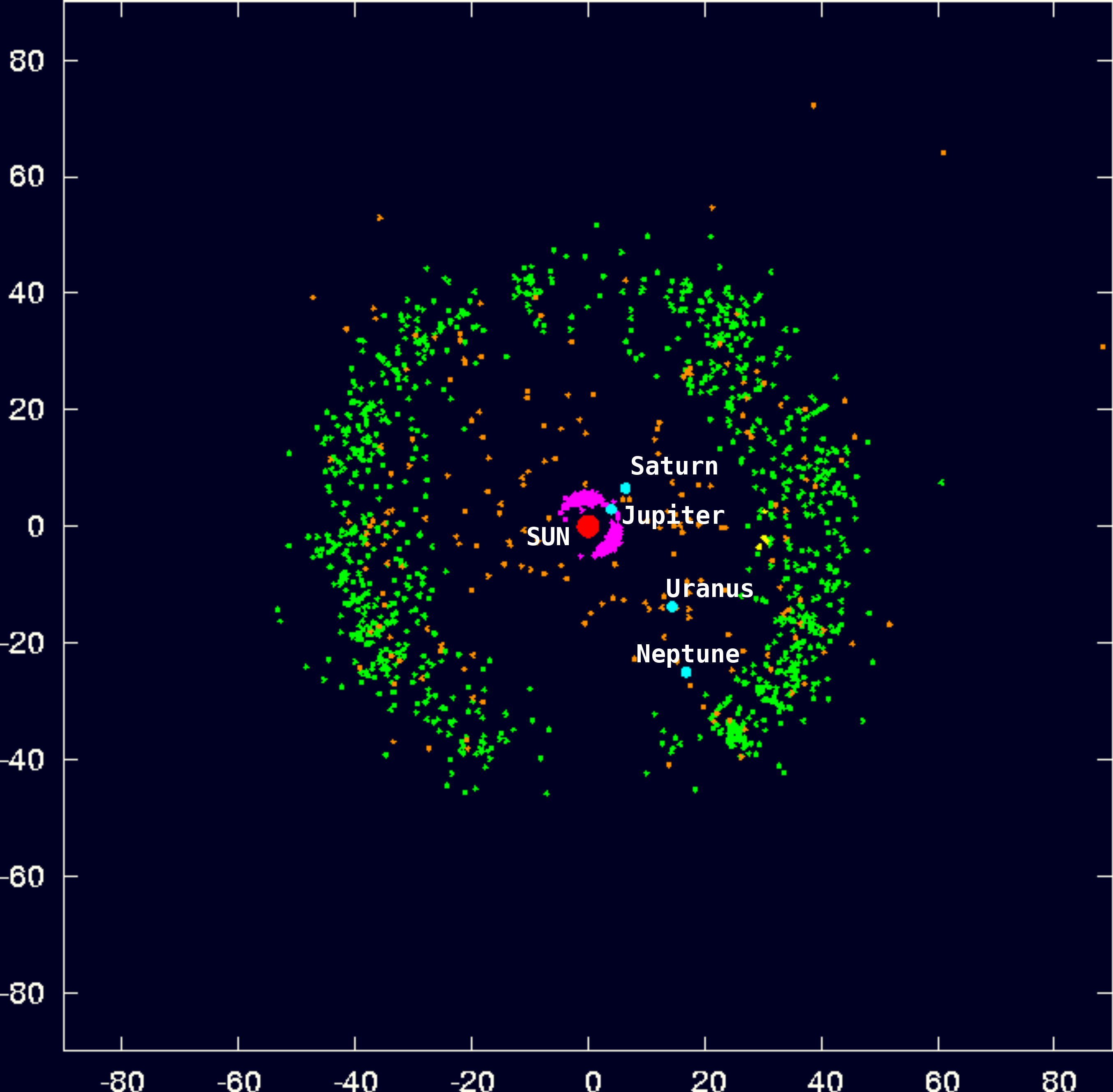
지금까지 발견된 모든 카이퍼 대 천체(연두색 점)를 태양계 외행성 4개와 함께 나타낸 것.

카이퍼 대는 소행성대와 비슷한, 파편 조각으로 이루어진 거대한 고리로, 주요 구성 물질이 얼음이라는 점이 소행성대와 다르다. 카이퍼 대는 태양으로부터 30~50 천문단위 지역에 형성되어 있다. 카이퍼 대의 천체는 대부분 태양계 소천체이나, 50000 콰오아, 20000 바루나, 90482 오르쿠스 등 덩치가 큰 천체는 왜행성으로 재분류될 가능성이 있다. 지름 50킬로미터 이상의 카이퍼 대 천체는 대략 10만 개 이상일 것으로 여겨지나, 이들의 질량은 모두 합쳐 보았자 지구 질량의 1,000분의 1 ~ 100분의 1에 불과하다. 적지 않은 카이퍼 대 천체는 자신만의 위성을 여럿 거느리고 있다. 카이퍼 대 천체 대부분은 행성의 공전궤도면과 어긋난 궤도를 그리면서 태양을 돌고 있다.

3:2 공명 해왕성 바깥 천체와, 큐비원족을 보여주는 그림.

#### 명왕성과 카론
명왕성(태양에서의 평균 거리 39 AU)은 왜행성이며, 카이퍼 대 안에서 가장 거대한 천체로 알려져 있다. 1930년 발견되었을 때는 9번째 행성으로 간주되었으나, 2006년 국제천문연맹에서 새로운 행성의 정의가 발표된 뒤 자격 요건 3가지 중 3번째를 만족하지 못해 행성에서 탈락했다.
명왕성의 궤도는 다른 행성에 비해 이심률이 크며, 황도면에 대해 17도 기울어져 있다. 태양으로부터의 평균 거리는 39 천문단위이나, 가까울 때는 29.7, 멀어질 때는 49.5 천문단위로 그 격차가 크다.
명왕성의 가장 거대한 위성 카론이 앞으로도 그 자체만으로 왜행성으로 분류될 수 있을지는 확실하지 않다. 명왕성과 카론의 질량 중심은 어느 한쪽의 내부에 있는 것이 아닌, 두 천체 중간의 우주 공간에 형성되어 있어 종과 주인의 관계라기보다는 차라리 쌍성계와 비슷하다. 이들보다 훨씬 더 작은 닉스와 히드라는 명왕성-카론을 돌고 있다.
명왕성은 공명 해왕성 바깥 천체 궤도에 놓여 있으며, 해왕성과 3:2의 궤도 공명을 보인다. 이는 해왕성이 태양을 3번 돌 때 명왕성은 2번 돈다는 뜻이다. 이 궤도 공명비를 보이는 카이퍼 대 천체를 플루토이드로 부른다.

#### 하우메아와 마케마케
하우메아(태양에서의 평균 거리 43.34 AU)와 마케마케(평균 거리 45.79 AU)는 고전적 카이퍼 대 내에서 가장 덩치가 큰 천체이다. 하우메아는 달걀 모양으로 생겼으며, 위성 둘을 거느리고 있다. 마케마케는 명왕성 다음으로 카이퍼 대 천체 중 밝다. 둘의 이름은 원래 2003 EL61과 2005 FY9였으나, 2008년 왜행성으로 분류되면서 애칭을 얻었다. 이들의 궤도경사각(각각 28°, 29°)은 명왕성보다 더 크게 기울어져 있으며 명왕성과는 달리 해왕성의 중력에 구속되어 있지 않아 고전적 개념의 카이퍼 대 천체에 속한다고 볼 수 있다.

### 산란 분포대

산란 분포대, 카이퍼 대, 공명 천체가 황도면에 대해 기울어진 정도를 보여주는 그림. 검정: 산란 분포대 천체, 파랑: 기존 카이퍼 대 천체, 녹색: 5:2 공명 천체

산란 분포대는 카이퍼 대와 겹치나 훨씬 더 멀리 퍼져 있다. 이 지역은 단주기 혜성의 고향인 것으로 여겨진다. 산란 분포대 천체는 태양계 초기 역사 때 해왕성이 현재 위치로 물러나면서 중력적인 영향을 받아 지금의 혼란스러운 궤도를 형성하게 된 것으로 보인다. 대부분의 산란 분포대 천체(SDO)는 태양과 가장 가까울 때는 카이퍼 대와 비슷한 곳을 도나, 멀어질 때는 150 천문단위까지 물러난다. 산란 분포대 천체의 궤도는 황도면에 대해 크게 기울어져 있으며, 심지어 거의 수직에 가까운 부류도 있다. 일부 천문학자는 이 산란 분포대가 단지 카이퍼 대의 다른 영역에 지나지 않는다고 간주하기도 하며, 이런 취지에서 산란 분포대 천체를 ‘산란 카이퍼 대 천체’로 부른다. 일부는 센타우루스 족을 산란 분포대의 바깥쪽 천체와 구별하여 ‘안쪽 산란 카이퍼 대 천체’로 부르기도 한다.

#### 에리스
에리스(태양에서의 평균 거리 68 AU)는 산란 분포대 천체 중 가장 질량이 큰 존재이며, 지름은 2,400 킬로미터로 명왕성보다 최소 5퍼센트 더 덩치가 커서, 행성의 개념에 대해 논란을 불러 온 장본인이기도 하다. 지금까지 발견된 왜행성 중 가장 질량이 큰 천체이다. 디스노미아를 위성으로 거느리고 있다. 명왕성처럼 에리스의 궤도도 이심률이 크기 때문에 태양에 가까워질 때는 38.2 천문단위(대략 명왕성이 태양으로부터 떨어진 평균 거리와 비슷함), 멀어질 때는 97.6 천문단위까지 물러난다. 에리스의 궤도는 황도면에 대해 크게 기울어져 있다.

#### 공공
225088 공공은 해왕성 바깥에 있는 산란원반 천체로, 궤도 경사와 이심률이 큰 궤도를 돌아, 태양과의 거리는 34~101 AU 사이를 오간다. 2007년 7월 팔로마 천문대에서 발견하였으며, 발견 사실은 2009년 1월 발표되었다.

## 태양계 외곽
태양계가 끝나고 성간 공간이 시작되는 경계선이 어디인지는 명확하게 정의되지 않았는데, 그 이유는 태양계의 경계면을 두 가지 다른 힘인 태양풍과 태양 중력이 형성하고 있기 때문이다. 태양풍의 영향이 미치는 곳은 대략 태양-명왕성 간 거리의 네 배 되는 곳으로, 이 태양권 계면을 성간매질이 시작되는 곳으로 추측하고 있다. 그러나 태양의 힐 구(태양의 중력이 미치는 범위)는 이보다 천 배는 더 먼 곳까지 이르는 것으로 여겨진다.

### 태양권 계면

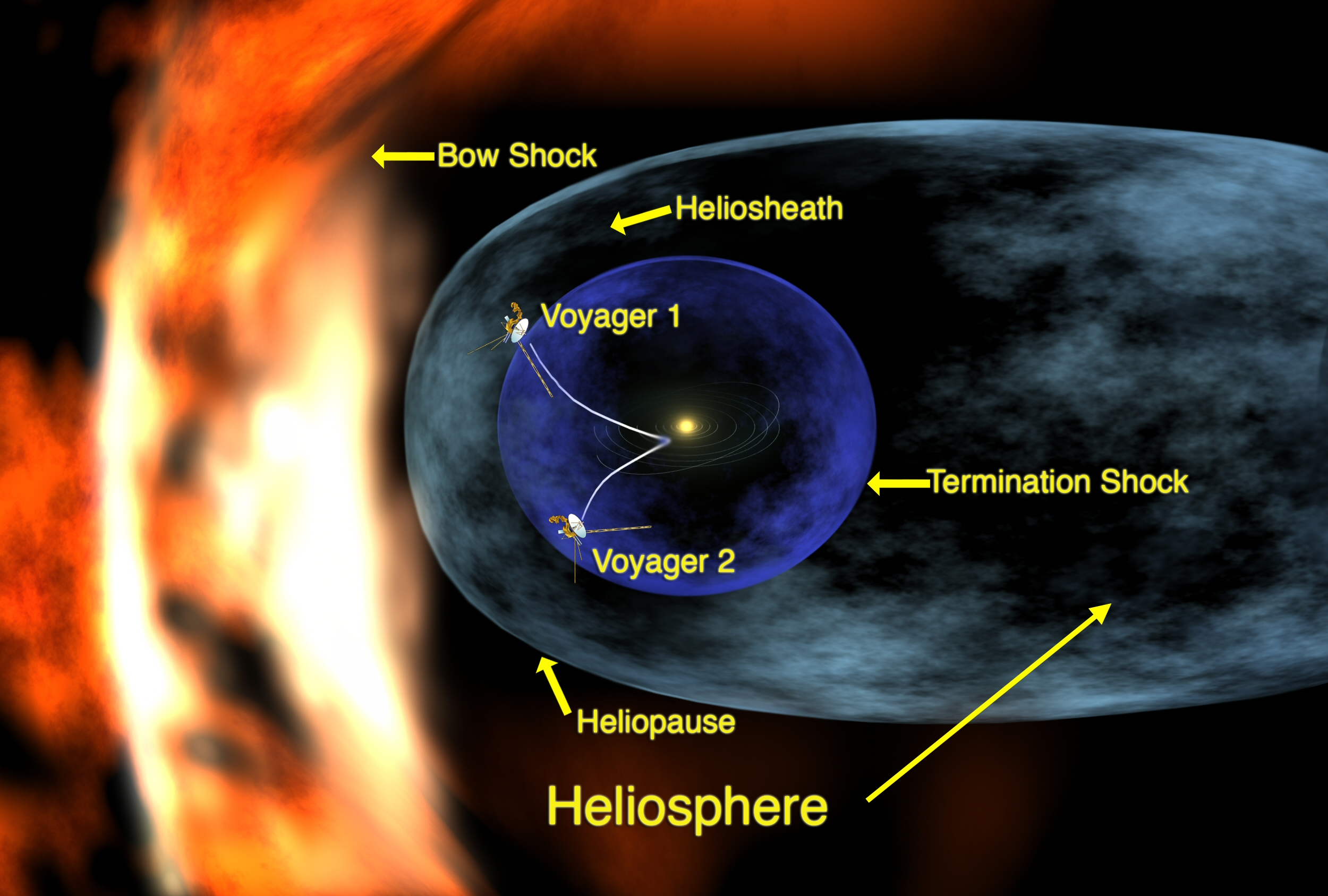
보이저 1, 2호의 진행 방향을 나타낸 것. 두 탐사선은 태양권 계면에 진입했다.

태양권 계면은 두 개의 별개 영역으로 나뉜다. 태양풍은 초속 400킬로미터 정도 속도로 우주를 여행하다가 성간매질 영역에서 플라스마의 흐름과 충돌한다. 이 충돌은 말단충격에서 일어나는데, 말단 충격은 태양풍이 부는 방향으로 태양으로부터 80 ~ 100 천문단위, 반대 방향으로는 태양으로부터 200 천문단위 정도 거리에 위치해 있다. 이곳에서 태양풍은 급격하게 느려지며, 응축되고 요동쳐서 ‘헬리오시스’로 알려진, 마치 혜성의 꼬리와 비슷하게 생긴 거대한 타원형 구조를 형성한다. 헬리오시스는 태양풍이 부는 쪽으로는 40 천문단위 범위에 걸쳐 뻗어 있고, 반대쪽으로는 그 몇 배 길이로 형성되어 있다. 태양권의 바깥 경계인 태양권 계면은 태양풍이 더 이상 불지 않고 성간(星間) 공간이 시작되는 경계이다.
태양권 바깥 경계의 모양은 유체동역학에 따른 성간매질과 태양풍의 상호 작용 결과로 보이는데, 이는 태양의 자기장이 북반구 쪽이 남반구보다 9 천문단위 더 멀리 뻗어 있는 모양과 비슷하다. 태양권 너머 약 230 천문단위 부근에는 태양풍이 항성 간 공간에서 성간매질과 부딪치면서 발생하는 뱃머리 충격파 구조가 있다.
태양권이 태양계를 우주선으로부터 얼마나 잘 보호하는지에 대해서는 제대로 알려져 있지 않다. 미국 항공우주국으로부터 연구자금을 지원받은 한 팀이 ‘비전 미션’이라는 이름의, 태양권 너머로 탐사선을 보내는 계획을 추진해 오고 있다.

### 오르트 구름

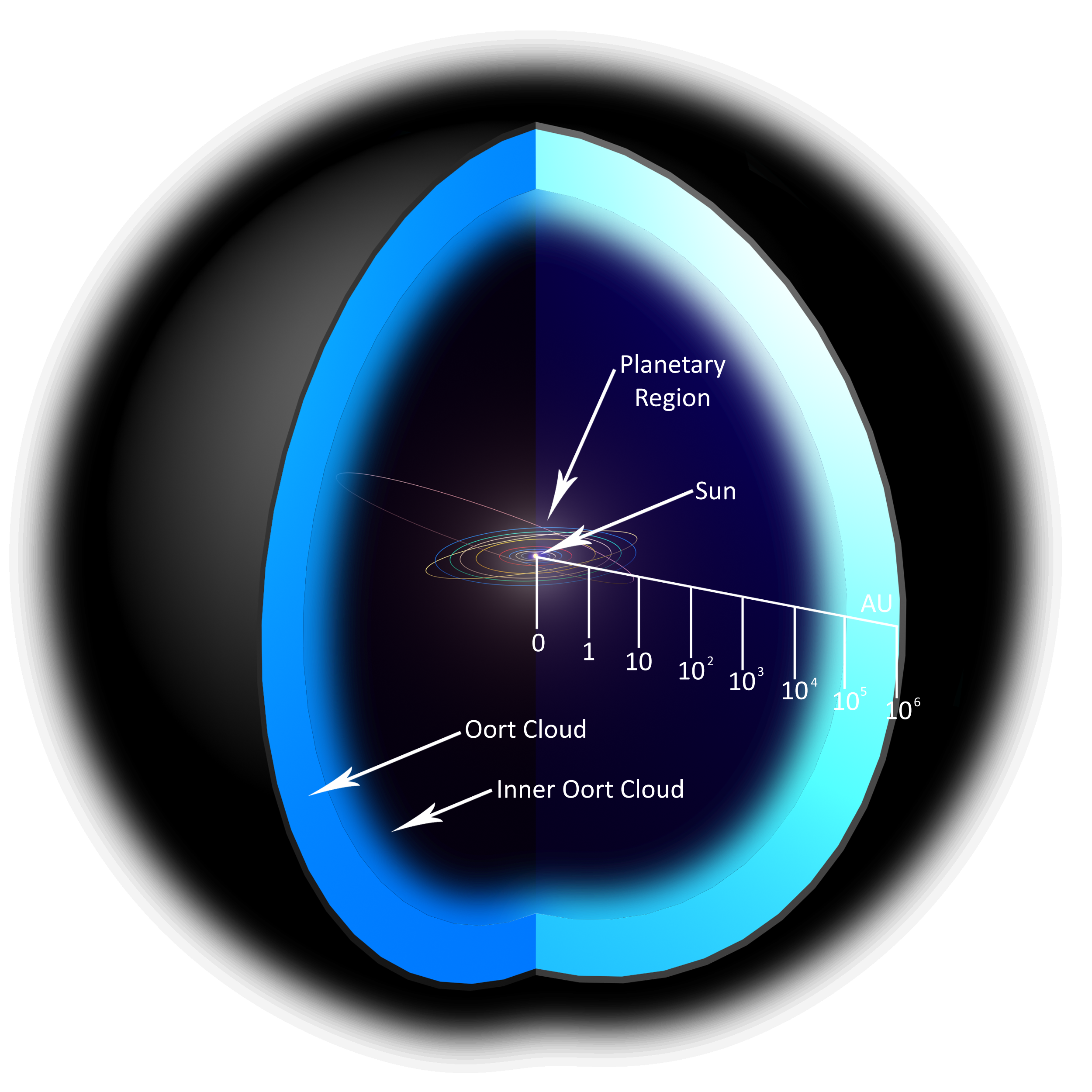
오르트 구름의 입체적으로 간단히 나타낸 모형.

오르트 구름은 무수한 얼음 천체로 이루어진 이론적인 구역으로 구형의 구름과 같은 형상이다. 이 오르트 구름은 장주기 혜성의 원천으로 추측되며, 태양에서 거의 5만 AU(대략 1광년(ly)이 조금 못 됨) 거리까지 둘러싸고 있으며, 멀게는 10만 AU(1.87 ly)까지 퍼져 있다. 이 구역은 목성형 행성의 중력적 상호작용으로 말미암아 태양계 안쪽에서 튕겨져 나간 혜성으로 구성되어 있는 것 같다. 오르트 구름의 천체는 매우 천천히 움직이며, 때에 따라서는 지나가는 다른 항성의 충돌이나 중력 작용, 우리 은하의 은하계 조력 등의 드문 현상으로 말미암은 섭동이 일어나기도 한다.

#### 세드나

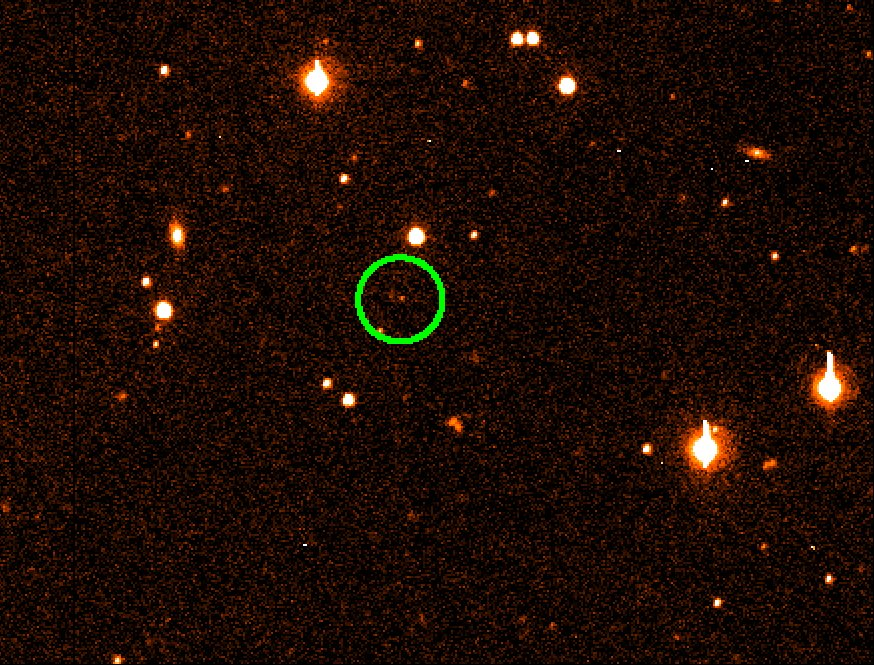
세드나의 망원 이미지.

세드나(태양에서의 평균거리 525.86 AU)는 거대하고 불그스름한, 명왕성과 비슷한 천체로, 괴상하게 길쭉한 타원형의 궤도를 가지고 있다. 궤도가 너무 길어서 근일점에 도달했을 때의 거리가 76 AU인데 반해 원일점에서는 928 AU에 달하고, 궤도를 한 바퀴 다 도는 데에는 1만2050년이 걸린다. 2003년에 이 천체를 발견한 마이클 브라운은 세드나가 해왕성의 영향을 받기에는 근일점이 너무 멀기 때문에 산란 분포대나 카이퍼 대에 속할 수 없다고 주장했다. 브라운과 다른 천문학자들은 세드나가 근일점이 45 AU이고 원일점이 415 AU, 공전 주기가 3420년인 (148209) 2000 CR105와 함께 새로운 집단에 포함된다고 간주한다. 브라운은 이 새로운 집단을 ‘안쪽 오르트 구름’이라고 이름지었다. 세드나는 그 생김새가 확실히 밝혀져야 할 필요가 있긴 하지만, 왜행성으로 추측되고 있다.

### 태양계의 끝

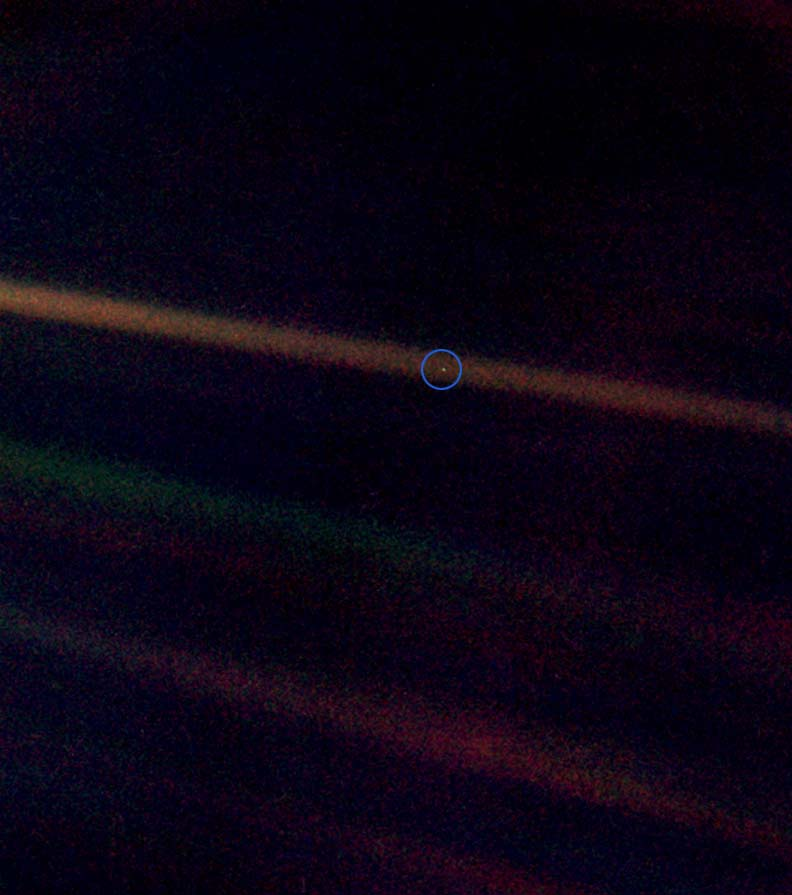
창백한 푸른 점.

우리 태양계 대부분의 영역은 아직 미지의 세계이다. 태양의 중력장은 약 2광년(12만 5천 천문단위) 범위에 걸쳐 근처의 별들의 중력장을 압도한다. 반대로 오르트 구름의 반지름을 낮게 잡는 학설에 따르면, 태양계의 범위는 5만 천문단위를 넘지 않는다. 세드나 같은 천체의 발견에도 불구하고 카이퍼 대와 오르트 구름 사이에 펼쳐진 수천 ~ 수만 천문단위의 광활한 영역은 아직도 전혀 알려져 있지 않다. 외부 영역 외에도, 그동안 자세히 알려지지 않았던 태양과 수성 사이 공간에 대한 연구가 현재 진행 중이다. 이렇게 알려지지 않은 지대에서 새로운 천체가 발견될 가능성이 있다.

## 은하적 맥락

우리 은하 내 태양계의 위치(노란색 점)

우리 은하계는 약 2천억 개의 별이 모여 있으며, 폭이 약 10만 광년인 막대 나선 은하인 우리 은하 내에 자리 잡고 있다. 우리 태양은 오리온 팔로 불리는, 은하 바깥쪽 나선팔 내에 있다. 태양은 은하핵으로부터 25,000 ~ 28,000 광년 거리만큼 떨어진 곳에 놓여 있으며, 초당 220킬로미터 속도로 공전하고 있다. 이 속도에 따르면, 태양이 은하 중심핵을 1회 도는 데에는 2억 2,500만 ~ 2억 5,000만 년이 걸린다. 이처럼 은하 중심을 1회 도는 시간을 ‘태양계의 은하년’이라고 한다. 태양향점(태양이 성간 우주를 거쳐 나아가고 있는 방향)은 허큘리스자리 근처로, 밝은 별 베가의 현재 위치 방향이다.
은하 내 태양계의 위치는 지구에서 생명체가 태어나 진화하는 데 중요한 요인이 되었을 것이다. 은하핵을 중심으로 하는 태양계의 궤도 모양은 원에 가까우며, 나선팔과 비슷한 속도로 중심부를 돌고 있다. 이는 태양계가 위험스러운 초신성 폭발이 잦은 나선팔을 잘 통과하지 않는다는 의미로, 지구는 오랜 시간 동안 생명체의 진화가 안정적으로 이루어질 시간을 확보할 수 있었다. 또한 태양계는 항성이 우글거리는 은하 중심부로부터 넉넉히 떨어져 있다. 은하 중심부는 근처 항성이 중력적으로 서로를 당기기 쉽기 때문에, 오르트 구름과 같은 작은 천체의 궤도를 흔들어, 그들이 내행성을 향해 낙하하여, 지구 생명체의 전멸을 가져올 수 있는 파멸적인 충돌 사건을 일으킬 확률을 높일 것이다. 또한 은하 중심부에서 나오는 강렬한 복사 에너지는 복잡한 형태의 생명체가 진화하는 데 걸림돌로 작용할 것이다. 심지어 일부 과학자는 지구의 현재 위치는 안전한 곳이 아니며, 태양계 근처에서 그리 오래 되지 않은 과거에 초신성이 폭발하여 방사능이 함유된 먼지 입자와 그보다 좀 더 큰 혜성 비슷한 물질이 지구를 향해 분출되었고, 이 물질은 지난 3만 5천 년 동안 지구 생명체에 부정적인 영향을 가져왔다는 가설을 주장하기도 한다.

### 이웃 항성계

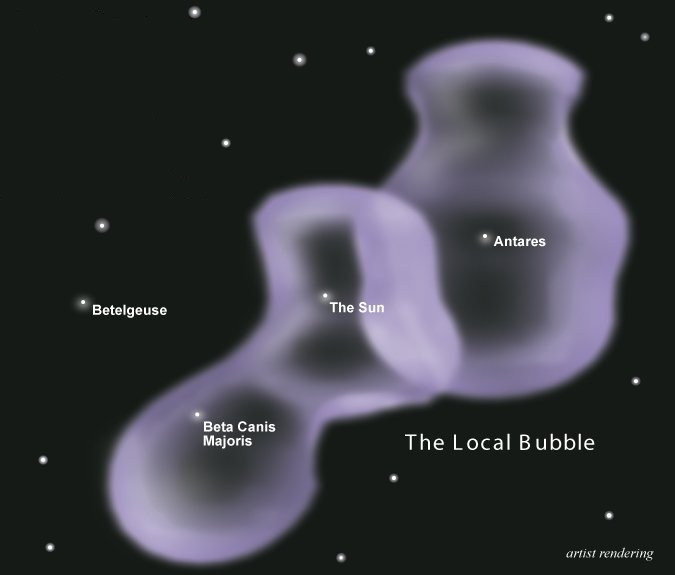
국부 거품의 개념도. 거품 내 속한 대표적인 밝은 별로 안타레스(우측 상단), 무르짐(좌측 하단)이 있다.

우리 태양계와 바로 닿아 있는 이웃을 국부 성간 구름으로 부르고 있다. 이곳은 국부 거품으로 알려진, 짙거나 또는 성긴 성간 구름이 펼쳐진 영역이다. 국부 성간 구름의 폭은 약 300광년이며, 허리가 잘록한 모래시계처럼 생겼다. 거품은 그리 오래 되지 않은 과거 초신성 여러 개가 폭발했었다는 증거가 되는, 높은 온도의 플라스마로 가득 차 있다.
태양으로부터 10광년 이내 범위에는 이웃 별이 몇 개 없다. 가장 가까운 이웃 별은 센타우루스자리 프록시마로 태양으로부터 4.2광년 떨어져 있으며, 중력으로 프록시마와 연결되어 있으리라고 추측되는 센타우루스자리 알파 A, B 항성계가 4.4광년 거리에 있다(이런 이유로 프록시마를 센타우루스자리 알파 C로 부르기도 한다). A와 B는 가까이 연결되어 있는 쌍성으로 태양과 비슷하며, 프록시마는 적색왜성으로 매우 어둡다. 그 다음으로 태양과 가까운 항성은 적색왜성 바너드 별(5.9광년), 울프 359(7.8광년), 랄랑드 21185(8.3광년)이다. 10광년 이내에서 가장 밝고 무거운 이웃 별은 8.6광년 떨어진 시리우스로, 질량이 태양의 2배 가까운 주성 A와 짝별 백색왜성 B 두 개로 구성되어 있다. 10광년 내 나머지 별로는 적색왜성 쌍성으로 구성된 루이텐 726-8(8.7광년), 홀로 있는 적색왜성 로스 154(9.7광년)가 있다. 태양처럼 홀로 있으면서 비슷한 G형 주계열성 중 가장 가까운 별은 고래자리 타우로 11.9광년 떨어져 있다. 이 별의 질량은 태양의 80퍼센트이며, 밝기는 60퍼센트 정도이다. 태양으로부터 가장 가까운 외계 행성은 태양보다 어둡고 가벼운 K형 항성 에리다누스자리 엡실론을 돌고 있으며 10.5광년 떨어져 있다. 엡실론 주위에는 한 개의 행성 에리다누스자리 엡실론 b의 존재가 확인되어 있는데, b의 질량은 목성의 1.5배에 어머니 항성을 6.9년에 한 바퀴 돈다.

### 외계 행성계
우리 태양계와 마찬가지로 다른 항성 주위에도 행성계가 형성되어 있다. 이들 행성계를 구성하는 외계행성(外系行星, 태양계 밖에 존재하는 행성)은 1990년대부터 발견되기 시작하여, 2013년 4월 기준으로 880개가 넘는 행성이 발견되어 있다. 지금까지 발견된 대부분의 외계 행성은 목성과 비슷하거나 그 이상의 질량을 지니고 있다. 게자리 55는 최소 5개의 행성을 거느리고 있으며, 이외에도 많은 항성이 2개 이상의 행성을 거느리고 있다. 지구형 행성은 질량이 작기 때문에 발견된 사례가 드물지만, 관측 기술이 정교해지면서 지속적으로 발견될 것으로 여겨진다.

## 태양계 기원설

### 초기 이론

#### 성운설
데카르트와 칸트, 라플라스(1796년)의 이론과 관찰에 바탕을 둔 과학적 첫 이론이 제시되었다. 이 이론에 따르면, 느리게 회전하는 가스와 먼지의 구름덩어리가 냉각되고 중력으로 말미암아 수축하였고, 수축함에 따라 이는 더 빠르게 회전하게 되었고, 회전축을 따라 평평해졌다. 이는 결국 질량중심 주변을 자유궤도로 도는 적도 물질로 구성된 렌즈형의 모양이 된다. 그 후 물질들은 여러 고리에 응집된다. 응집된 덩어리들은 각각 조금씩 다른 비율로 궤도를 돌면서 각각의 고리에서 초기 행성을 형성하게 된다. 초기 행성의 수축에 기초를 둔 축소판 과정을 통해 위성이 형성되며, 최초의 먼지와 가스 덩어리의 중심 덩어리가 수축하여 태양이 형성된다.
행성과 태양이 하나의 과정에서 함께 형성되는, 이 일원론적인 이론은 치명적인 결점이 있다. 이 이론은 태양계의 대부분의 각운동량이 태양 안에 있다고 제안하고 있다. 그러나 실제로 그렇지 않다. 태양계 질량의 99.86%의 질량을 가진 태양은 태양계 형성 시의 각운동량의 오직 0.5%만을 가진다. 그 외 나머지 각운동량은 행성의 궤도에 포함된다. 이로 인해 19세기의 모든 이론은 성공적이지 못했다. 비록 과학적 원리에 바탕을 한 이론일지라도 관찰된 내용과 일치하지 않았고, 결국 폐기되어야 했다.

#### 조우설
성운설 이후 제임스 진스(1917년)가 태양과 행성이 다른 과정을 통해 형성되었다는 이원론을 제시하였다. 이에 따르면, 태양을 지나쳐간 한 무거운 항성이 태양으로부터 주기적으로 변동하는 가는 실을 뽑아내게 된다. 중력적으로 불안정한 필라멘트는 부서져 각각의 압축물이 초기 행성을 형성한다. 이 초기 행성은 태양 주변을 지나쳐 멀어져가는 항성에 의해 끌어당겨져, 태양을 중심으로 한 궤도에 남게 된다. 최초의 근일점을 지날 때에 위의 축소판 과정이 일어나 초기 위성을 형성하게 된다.
이 이론은 처음에 좋은 평가를 받았으나, 곧 문제가 발견되었다. 해럴드 제프리(1929년)는 순환의 개념에 대한 수학적인 논의에 근거해서, 태양과 비슷한 실질 밀도를 가진 목성의 경우 비슷한 회전 주기를 가져야 한다고 주장했다. 또한 헨리 노리스 러셀(1935년)은 태양으로부터 빠져나온 물질이 태양 반지름의 4배 거리(=수성 궤도 안) 이상 가지 못한다는 것을 증명해 냈다. 이것은 각운동량에 관한 또 다른 문제였다. 그 뒤 라이먼 스피처(1939년)는 태양에서 나온 물질이 목성의 질량을 가지게 된다면, 이는 106K의 온도를 가지게 되며, 이 경우 행성으로 수축하기보다는 폭발한다는 것을 계산해 냈다. 이후 태양의 핵반응으로 즉각 소모되었을 리튬과 베릴륨, 붕소가 지구의 지각에서 발견된다는 것과 관련한 반대 주장이 등장하였다. 항성과 항성 사이 공간은 매우 넓기 때문에 원시 태양과 다른 별이 만날 확률이 극히 희박하다는 것도 문제점 중 하나이다.
라플라스와 진스의 이론은 과학에 바탕을 두고 있지만, 결국 과학적 비판에 굴복되었다. 비록 다른 종류이기는 하지만, 두 이론 모두 각운동량 문제를 가지고 있었다. 그럼에도 불구하고 두 이론이 제시한 새로운 생각은 현대 이론의 기반이 된다.

### 현대 이론

#### 부가 이론
1944년에, 소련 유성기어장치 과학자 오토 슈미트와 유리 등은 새로운 종류의 이원적인 이론을 제안하였다. 그는 망원경을 통한 관찰 결과를 바탕으로 저온 고밀도의 구름덩어리가 은하에서 형성된다고 주장했다. 이때, 포획된 물질은 처음에는 태양 주위를 타원 궤도를 그리며 회전하다가 차츰 원 궤도로 전환되었다는 것이다. 그 결과, 입자 간의 충돌의 횟수가 증가하게 되면서 입자의 크기도 커지고 서로의 인력도 커지게 되어 점점 크게 성장했다는 것이다.
또한 그는 원시 태양이 이 구름덩어리를 지나가면서 이 먼지-가스 덩어리를 포획한다고 주장하였다. 슈미트는 에너지를 고려할 때에, 두 개의 고립된 천체가 있으면, 한 천체의 구성 물질은 다른 천체에게 포획되지 않는다고 믿었으며, 또한 일부 에너지를 제거하기 위해서 3번째 천체, 즉 다른 별을 도입했다. 세 번째 천체의 필요로 말미암아 이 이론은 다소 타당성을 잃었지만, 슈미트의 주장은 구름덩어리가 광범위한 지역에 있었고, ‘구름덩어리+별’이 다체형 시스템(Many-body system)처럼 행동한다는 것에서부터 타당성을 가지지 못했던 것이다.

#### 솜뭉치 및 초기 행성 이론
1960년 윌리엄 맥크레아(William McCrea)는 행성의 형성이 성단의 형성과 연결된다는, 또한 태양의 느린 회전을 설명할 수 있는 이론을 제안한다. 맥크레아의 이론은 거대한 집단을 형성하는 가스와 먼지의 구름덩어리에서 시작된다. 이 이론에 따르면, 난류로 말미암아 가스의 흐름끼리 충돌이 생기면, 평균 이상의 밀도 지역을 형성하게 되는데, 솜뭉치로 지시된 이 고밀도 지역은 구름덩어리를 통과해 움직이면서 충돌할 때마다 합쳐진다. 그 뒤 거대한 집합체가 형성되면, 이는 다른 솜뭉치를 끌어들여서 초기 항성을 형성하게 된다. 무작위로 어느 방향에서나 초기 항성으로 솜뭉치가 합쳐져 들어가면서, 초기 항성의 최종 각운동량은 작아지게 된다.
이 이론의 기본 전제조건에서는, 각 솜뭉치는 지구의 약 3배의 질량을 가지고 있었다. 그래서 목성과 같은 거대한 행성을 형성하기 위해서는 많은 수의 솜뭉치가 결합해야 했었다. 행성을 형성 할 이 집합체는 현재의 행성의 각운동량보다 훨씬 큰 각운동량을 가지고 있었다. 맥크레아는 이 명백한 한계점을 오히려 강점으로 변화시켰다. 초기 행성이 수축하면서 이는 회전적으로 불안정해졌을 것이며, 이 상태에서 초기 행성은 아마도 질량비 8:1의 두 개의 부분으로 갈라졌을 것이다. 질량중심과 관련하여 더 빨리 움직이는, 상대적으로 작은 부분이 대부분의 각운동량을 가지고 태양계로부터 탈출했을 것이다. 분리된 두 부분의 연결부에서 작은 응축 덩어리가 형성되고, 이것이 큰 부분에 의해 위성 중 하나로 남게(유지) 되었을 것이다. 맥크레아는 지구형 행성을 설명하기 위해서, 위와 같은 분열 과정이 초기 행성의 고밀도 핵에서 일어났다고 가정해야 했다. 그래서 태양계 안쪽 부분에서는 큰 탈출 속도를 가진, 두 부분 모두 태양계 안에 남아서 지구-화성 쌍과 금성-수성 쌍을 형성했다고 주장한다.
이 이론은 몇몇 매개변수를 현재의 태양의 수치에서 가져왔고, 다른 매개변수는 태양-행성-위성 시스템을 이 이론이 가장 잘 설명할 수 있게끔 선택한 값이었다. 그럼에도 불구하고 이 이론은 심각한 문제점을 가지고 있다. 솜뭉치 모양의 먼지-가스 덩어리는 불안정하며, 솜뭉치의 충돌과 다음 충돌 사이의 시간보다 짧은 수명을 가지고 있었다. 따라서 솜뭉치의 충돌과 행성의 형성이 이 이론대로 진행되지 않는다는 것이다.

#### 현대 성운설
최근 가장 이상적으로 평가받고 있는 태양계 기원설로서, 라플라스의 이론에 근간을 두고 있는 이론이다. 그 시작은 가스와 먼지로 된 불균질한 성운이다.
현대 성운설에 따르면, 태초의 이 성운은 난류 현상으로 자전 운동을 하게 되고, 각운동량을 가지게 된다. 각운동량은 그 값이 물체의 질량과 그것의 분포도, 회전 속도에 따라 달라진다. 따라서 물체의 질량이 중심에서 멀리 떨어져 분포하거나 회전 속도가 빠른 경우에 그 값이 커진다. 만약에 회전하는 물체의 크기가 작아지면, 분포도가 감소하여 각운동량의 값도 감소할 수밖에 없지만, 동일한 각운동량의 값을 보존하기 위해서 물체는 더 빨리 돌게 된다.
성운은 자체의 인력으로 말미암아 수축하게 되고, 이러한 수축이 진행되면, 성운은 자전 때문에 타원형을 이루면서 각운동량을 보존하기 위하여 자전 속도가 빨라지게 된다. 그 결과 성운 중심부의 밀도는 급속히 증가되어 질량이 큰 덩어리가 형성되는데, 이것이 원시 태양이다. 원시 태양은 중력 수축을 함으로써 막대한 열을 방출하게 된다. 동시에 수축한 성운은 밀도가 증가함에 따라 수많은 먼지입자와 얼음조각, 이산화탄소, 암모니아, 메탄 등과 함께 섞여서 큰 입자를 형성하게 되고, 이들 입자가 수십 억 개 모여서 소행성 크기의 미행성이 형성된다. 미행성은 서로의 강한 중력으로 끌어당겨져 충돌함으로써 급격히 성장하게 된다. 이 과정을 통해 원시 행성이 형성된다.
물론 현대 성운설이 가장 이상적이고 합리적인 이론이라 평가는 받고 있지만, 이 역시 한계를 드러내는 점이 있다. 우선, 최초의 성운에서 난류 현상이 강하게 일어남으로써 자전 운동이 일어나게 되지만, 이러한 난류가 강하게 일어날 경우, 입자가 모여들어 거대한 미행성을 형성하기 어렵다는 것이다. 그밖에도, 성운의 가스 덩어리의 소실 과정, 행성의 위치, 혜성과 소행성 등에 대한 명확한 해결이 이루어지지 못한다.

## 태양계의 탄생과 진화

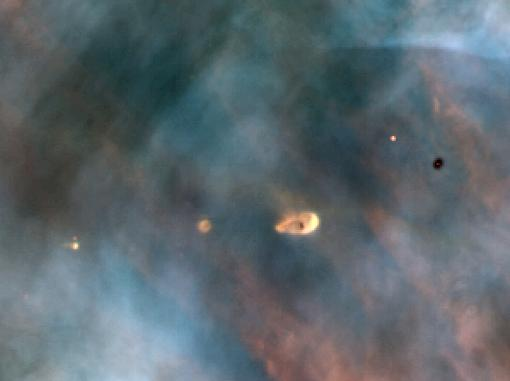
오리온 성운 내 원시 행성계 원반들을 허블 우주 망원경이 촬영한 것. 사진에 보이는 원반의 크기는 1광년 정도로, 우리 태양이 처음 태어났을 때도 이와 비슷한 모습을 했을 것이라고 여겨진다.

### 태양계의 과거
여러 가지 태양계의 기원설이 제기되어 왔으며, 그중 앞의 현대 성운설에 따르면, 우리 태양계는 46억 년 전 거대한 분자운이 중력적으로 붕괴하면서 태어났다고 한다. 이 분자운의 폭은 수 광년 정도였으며, 아마 태양 외에도 같이 태어난 형제 별이 여럿 있었을 것이다.
훗날 태양계 부분이 될 태양 성운 지역이 붕괴되면서 각운동량 보존 법칙에 따라 물질이 뭉치는 부분은 점점 빠르게 회전하기 시작했다. 대부분의 질량이 모인 중심부 부분은 주변 원반 지대보다 훨씬 더 뜨거워지기 시작했다. 수축하는 성운이 회전하면서, 성운을 구성하는 물질은 약 200 천문단위 지름에 이르는 크기의 원시 행성계 원반으로 납작하게 공전면에 몰렸고, 뜨겁고 밀도 높은 원시별이 원반 중심에 자리 잡았다. 이 항성 진화 단계에서 태양은 황소자리 T형 항성의 상태에 이르렀으리라 여겨진다. 최근 여러 황소자리 T 항성을 연구한 결과 이들 주위에는 태양질량의 0.001~0.1배에 이르는 양의 물질이 원반 형태로 둘려 있으며, 물질 질량의 절대 다수는 중심부 항성에 집중되어 있음을 알게 되었다. 행성은 이 원반의 물질이 뭉쳐서 태어났다.
5천만 년 후 항성 중심부의 수소 밀도가 막대해져서 핵융합을 할 수 있을 수준이 되었다. 항성의 표면 온도, 반응 속도, 압력, 밀도는 태양이 유체 정역학적 균형 상태에 이를 때까지 계속 상승했다. 균형을 찾는 시점에서 태양은 성장이 막 끝난 젊은 주계열성이 된다.

### 태양계의 미래

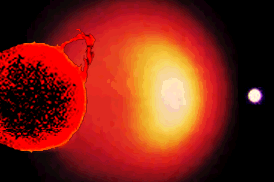
태양의 과거, 현재, 미래를 천체 예술가가 그린 그림. 왼쪽은 주계열성인 현재 상태, 가운데는 적색 거성, 오른쪽은 백색왜성이 된 태양이다.

우리가 알고 있는 태양계는 태양이 색등급도 위 주계열 띠를 떠나기 직전까지는 지금과 별 다를 바 없이 유지될 것이다. 그러나 태양이 죽음을 향해 진화하기 시작하면서 이 안정 상태는 깨진다. 태양이 중심핵에 있던 수소를 모두 핵융합 연료로 써 버리면, 중심핵을 지탱하는 에너지 산출량은 줄어들어 중심핵이 스스로 붕괴하게 만든다. 붕괴하면서 증가하는 압력은 중심핵을 뜨겁게 하여 연료는 더욱 빠르게 탄다. 이 결과 태양은 11억 년마다 10퍼센트 정도씩 밝아진다.
지금으로부터 약 54억 년 뒤 태양의 핵에 있던 수소는 완전히 헬륨으로 바뀌며, 주계열성으로서의 태양의 일생은 끝난다. 이 시점에서 태양의 반지름은 지금의 260배까지 부풀어 올라 적색 거성 단계에 돌입한다. 표면적이 막대하게 늘어나기 때문에 표면 온도는 크게 낮아져 2,600켈빈 수준까지 내려가 붉게 보이게 된다.
이후 태양의 외곽층은 우주로 떨어져 나가고 중심부에 극도로 빽빽하게 압축된 백색왜성만이 남는다. 이 천체 부피는 지구와 거의 비슷하지만, 질량은 태양의 절반이나 될 것이다. 떨어져 나간 외곽층은 우리가 행성상성운이라고 부르는 구조를 형성할 것이며, 태양을 구성하고 있었던 물질 중 일부를 우주 공간으로 되돌려 놓을 것이다.

## 골디락스 시스템
태양계 이외에 골디락스 지대를 갖고있는 시스템으로 여겨지는 케플러-22 계, 글리제 581 계등이 보고되고있다.

## 같이 보기
- 천문 기호
- 셀레스티아 : 3D 우주 시뮬레이션 프로그램
- 가족 사진 (보이저 1호)
- 반지름순 태양계 천체 목록
- 질량순 태양계 천체 목록
- 뉴 허라이즌스
- 파이어니어 10호
- 파이어니어 11호
- 보이저 계획

## 주해
1. ↑   태양계에서 태양, 목성, 토성을 뺀 질량은 행성급 천체(약 34 지구질량)와 오르트 구름(대충 3 지구질량)[3], 카이퍼 대(대충 0.1 지구질량)[4] 소행성대(대충 0.0005 지구질량)[5]까지 포함하면 반올림하여 약 37 지구질량이다. 이는 태양을 뺀 모든 태양계 천체 질량의 8.1퍼센트이다. 천왕성과 해왕성(약 31 지구질량)의 질량을 빼면, 남은 6 지구질량은 태양을 뺀 태양계 천체 질량의 1.3 퍼센트이다.
2. ↑  천문학에서는 태양계의 거리를 측정할 때 보통 천문단위(AU)를 사용한다. 1 AU는 지구와 태양 사이 거리의 평균값인 149,598,000 km이다. 명왕성은 태양에서 38 AU 떨어져 있고, 목성은 5.2 AU 떨어져 있다. 1 광년은 63,240 AU이다.
3. ↑  8행성과 5왜행성에 속한 위성의 목록을 보려면 위성 목록을 참조.
4. ↑  혜성은 해왕성 바깥 천체가 목성(또는 토성이나 천왕성, 해왕성)의 중력에 의해 태양 쪽으로 돌진해 태어나기도 한다.
5. ↑  항성 주위를 공전하는 천체는 완벽한 원 궤도가 아니라 타원 궤도를 돌기 때문에 평균 거리를 쓴다. 하지만 큰 천체(왜행성 이상)의 궤도가 대부분 원에 가까운 타원인데 비해 세드나는 이 평균거리도 근일점 및 원일점 사이의 거리가 400여 AU에 달할 정도로 엄청나게 궤도가 찌그러져 있다.